# GATCPAC

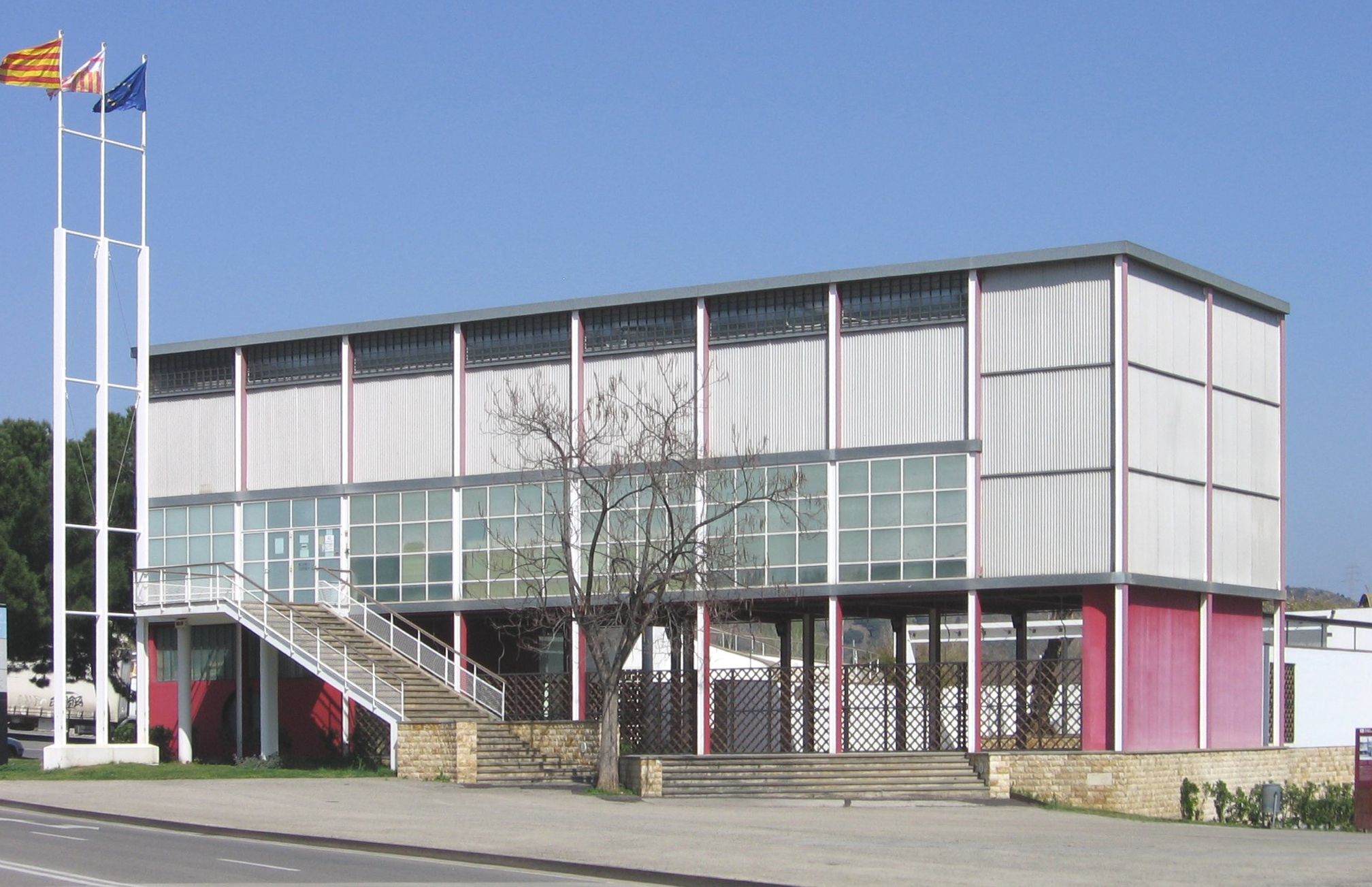
Pavelló de la República Espanyola per a l'Exposició Internacional de París de 1937, de Josep Lluís Sert, Luis Lacasa i Antoni Bonet i Castellana; rèplica a Barcelona de 1992, de Miquel Espinet, Antoni Ubach i Juan Miguel Hernández León

El Grup d'Arquitectes i Tècnics Catalans per al Progrés de l'Arquitectura Contemporània, més conegut per les seves sigles GATCPAC, va ser un moviment arquitectònic sorgit a Catalunya als anys 1930 que pretenia modernitzar el panorama arquitectònic d'acord amb els corrents avantguardistes europeus, especialment l'arquitectura racionalista. Entre els seus membres més destacats es trobaven Josep Lluís Sert, Josep Torres i Clavé, Joan Baptista Subirana, Sixte Illescas, Germà Rodríguez i Arias i Ricardo de Churruca. Va impulsar el GATEPAC (Grup d'Arquitectes i Tècnics Espanyols per al Progrés de l'Arquitectura Contemporània), del que es va definir com a Grup Est, però després de la dissolució del GATEPAC el 1933 va quedar com a entitat autònoma i va prosseguir la seva tasca fins al final de la Guerra Civil Espanyola.
D'idees progressistes i preocupats tant per la renovació social com l'arquitectònica, aquest moviment va tenir una gran vinculació amb les autoritats republicanes, especialment amb la Generalitat de Catalunya, per a la qual van elaborar nombrosos projectes relacionats amb l'urbanisme —com el Pla Macià—, l'habitatge obrer i les infraestructures escolars i sanitàries. També es van preocupar per la decoració i l'interiorisme. Encara que molts dels seus projectes no van arribar a realitzar-se, a causa principalment de l'esclat de la Guerra Civil, la seva tasca va suposar un període de gran efervescència en el terreny arquitectònic a la dècada de 1930, en què les idees innovadores desenvolupades per aquests arquitectes van entroncar amb l'avantguarda internacional i van deixar realitzacions de notable qualitat, com la casa Bloc, el Dispensari Central Antituberculós i el Pavelló de la República Espanyola per a l'Exposició Internacional de París de 1937.

## Història
En els anys 1930 va sorgir una forta voluntat d'acostament a les avantguardes arquitectòniques europees, on estava despuntant el racionalisme, un estil practicat en el centre d'Europa des d'inicis dels anys 1920 per arquitectes com Le Corbusier, Ludwig Mies van der Rohe, Walter Gropius i J.J.P. Oud. Era un estil que conjuminava funcionalitat i estètica, donant predomini al volum sobre la massa, amb formes basades en el rectangle i les línies horitzontals, sense ocultar l'estructura de l'edifici, amb parets llises i finestres metàl·liques, sense recarregament ornamental. A Catalunya, la influència de l'arquitectura internacional es va expressar en dues línies: un racionalisme més purista inspirat en Le Corbusier i un eclecticisme que acceptava altres referències, com l'art-déco o l'expressionisme alemany, amb un especial referent en la Bauhaus.
A Barcelona, l'Exposició Internacional de 1929, realitzada sota els auspicis de la dictadura de Primo de Rivera, havia evidenciat que l'arquitectura acadèmica del moment estava caduca, ancorada en l'historicisme i el classicisme noucentista. Enfront d'això, un grup de joves estudiants dels últims cursos d'arquitectura de l'Escola Tècnica Superior d'Arquitectura de Barcelona (ETSAB) van sentir la necessitat de rebel·lar-se i buscar una nova via d'expressió més d'acord amb la modernitat, la qual van trobar en el racionalisme de moda llavors en la resta d'Europa. Per a això va coadjuvar la tasca del pintor i crític d'art Rafael Benet, que amb les seves cròniques de l'art avantguardista europeu a La Veu de Catalunya va donar a conèixer l'obra de diversos arquitectes innovadors, especialment Le Corbusier. Va ser Benet qui va propiciar la primera visita de Le Corbusier a la Ciutat Comtal per a celebrar unes conferències a la sala Mozart el 15 i 16 de març de 1928, que van suposar el primer germen per al sorgiment d'un moviment racionalista a Catalunya. Així mateix, Josep Lluís Sert va assistir a les conferències pronunciades per Le Corbusier a la madrilenya Institución Libre de Enseñanza el 1928.

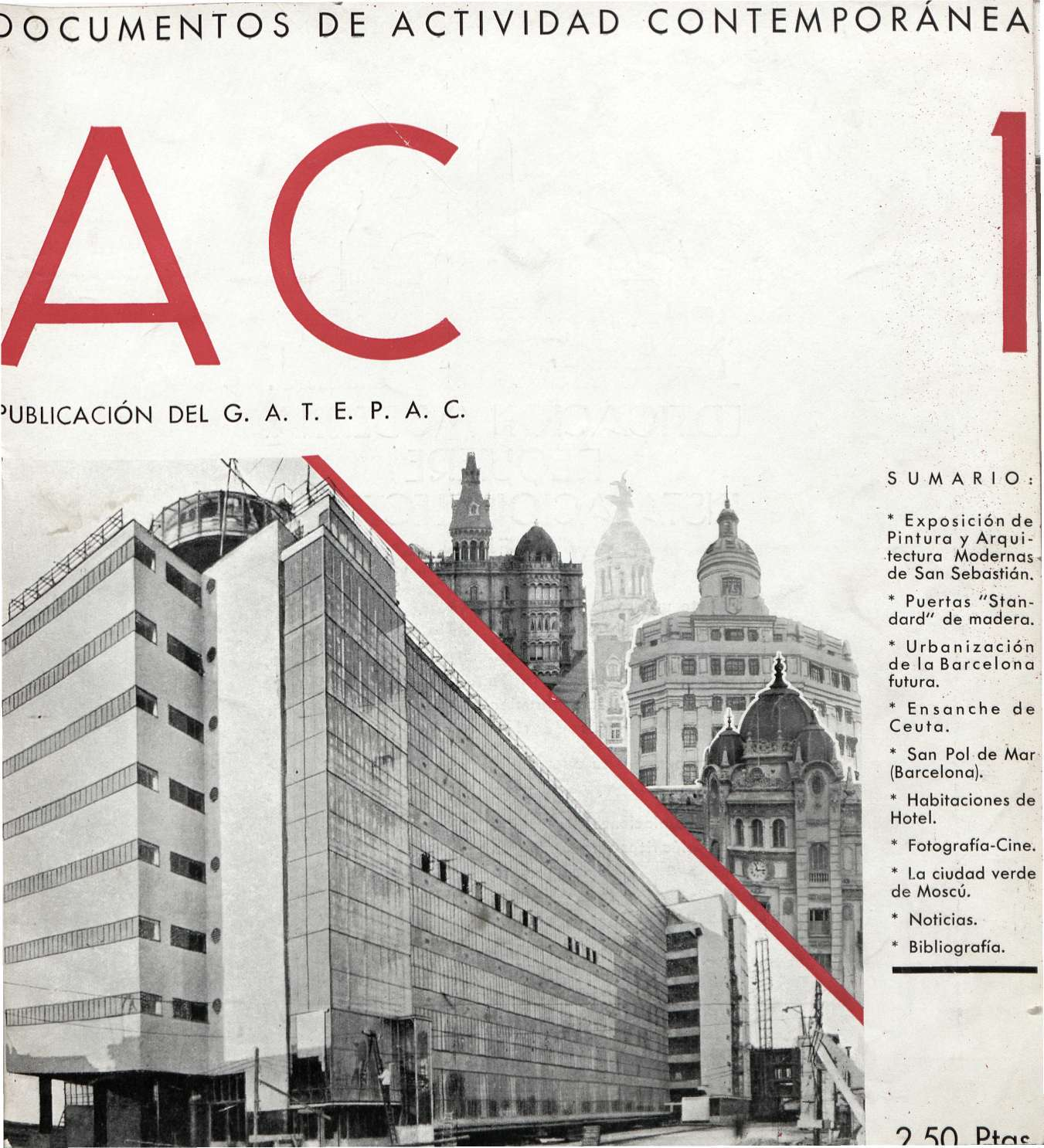
Portada del primer número d'A.C. Documentos de Actividad Contemporánea (1931)

Una primera fita de la qual va sorgir el GATCPAC va ser la celebració entre el 13 i 27 d'abril de 1929 d'una exposició a les Galeries Dalmau de Barcelona titulada Arquitectura Nova. Exposició de projectes, en la qual es van presentar diversos projectes d'aquests joves arquitectes. Entre els projectes presentats es trobaven: un aeroport de Sixte Illescas; una plaça de toros de Ricardo de Churruca, Francesc Fàbregas i Germà Rodríguez i Arias; una clínica de Cristòfor Alzamora i Enric Pecourt; un club esportiu de Pere Armengou i Francesc Perales; i un hotel i poble d'estiueig de Josep Lluís Sert i Josep Torres i Clavé. D'aquesta exposició es va fer ressò el diari Mirador, que seria un dels principals òrgans de difusió del moviment en els seus inicis. També es van fer ressò del nou moviment La Veu de Catalunya, La Publicitat i L'Opinió.
Amb aquesta premissa, el 1930 es va crear a Barcelona el grup GCATSPAC (Grup Català d'Arquitectes Tècnics per a la Solució de Problemes de l'Arquitectura Contemporània), fundat per Josep Lluís Sert, Sixte Illescas, Germà Rodríguez i Arias, Ricardo de Churruca i Francesc Fàbregas. El setembre del 1930 van participar en l'exposició de l'Ateneu Guipuscoà de Sant Sebastià (Exposició d'Arquitectura i Pintura Modernes) de la qual va sorgir el GATEPAC —constituït a Saragossa el 26 d'octubre de 1930—, en el qual es van integrar com a Grup Est o GATCPAC. Al seu torn, el GATEPAC va sorgir com a secció espanyola del CIRPAC (Comitè Internacional per a la Resolució de Problemes de l'Arquitectura Contemporània), el cos executiu del CIAM (Congrés Internacional d'Arquitectura Moderna). Els estatuts del GATCPAC van ser aprovats pel Govern Civil de Barcelona el 28 de novembre de 1930, i l'associació es va constituir formalment el 6 de desembre, amb seu al passeig de Gràcia núm. 99.
En els seus estatuts, els membres del GATCPAC declaraven que la seva finalitat era «reunir els arquitectes, enginyers i tècnics i tots els industrials del ram de la construcció per a fomentar i divulgar l'arquitectura contemporània i les indústries que amb ella es relacionin. Estar en contacte amb la resta de les agrupacions espanyoles i internacionals per al bon desenvolupament d'aquesta idea a Espanya i l'estranger». D'altra banda, el GATCPAC es declarava aliè a qualsevol tendència política o religiosa i manifestava la seva intenció de no interferir en les activitats privades dels seus membres. També estipulava l'existència de diferents tipus de socis: estudiants, numeraris, honoraris, directors, protectors i industrials. De cara a evitar les crítiques i dissidències, en l'article 15d s'estipulava que «es perdrà la qualitat de soci, entre altres causes, per exterioritzar disconformitat en l'actuació del grup».
Entre els membres fundadors del GATCPAC es trobaven Josep Lluís Sert, Sixte Illescas, Germà Rodríguez i Arias, Ricardo de Churruca, Josep Torres i Clavé, Cristòfor Alzamora, Manuel Subiño, Pere Armengou i Francesc Perales. Posteriorment, es van incorporar com a socis directors arquitectes com Joan Baptista Subirana (1931), Jaume Mestres i Fossas (1931), Francesc Fàbregas (1933), Ricard Ribas i Seva (1933), Josep González i Esplugas (1933) i Raimon Duran i Reynals (1935). El grup comptava també amb alguns socis industrials, entre els quals es trobaven Asland, Companyia Roca de Radiadors, Escofet, Catalana de Gas, Butsems i Siemens.
Pel que fa als socis numeraris, el 1931 n'hi havia vint-i-sis, mentre que el 1938 en quedaven setze. Entre els socis numeraris es trobaven: Bartomeu Agustí, Pere Alapont, Ramon Argilés, Jordi Audet, Joan Baca, Marino Canosa, Carles Cardenal, Antoni de Ferrater, Joan M. Ferrés, Antoni Fisas i Planas, Josep Gudiol, Marià Lassús, Josep Maria Liesa de Sus, José María Martino, Josep Maria Monravà, Ramon Nicolau, Juan José Olazábal, Robert Oms, Josep Pellicer, Pere Pi Calleja, Antoni Puig i Gairalt, Ramon Puig i Gairalt, Pere Ricart, Lluís Riudor i Carol, Marià Romaní, Alexandre Soler i March, Josep Soteras, Xavier Turull i Jaume Villavecchia.
De socis estudiants van passar de vint el 1931 a vint-i-un el 1933, sense que es produïssin més variacions des d'aquell moment. Entre ells es trobaven: Antoni Batlle, Antoni Bonet i Castellana, Sebastià Bonet, Joan Capdevila (numerari des del 1933), Josep Maria Claret (numerari des del 1933), Esteve Marco, Joan Masferrer, Francesc Mitjans, Antoni Munné i Nil Tusquets.
Al llarg del temps es van succeir diferents moviments entre els membres del grup: el 1931 va dimitir Armengou (dimissió no acceptada); el 1932, Mestres i Subirana, així com no van ser acceptades les de Subiño i Fàbregas; el 1934 Subirana va demanar el reingrés (no acceptat) i van dimitir Illescas i Subiño de nou; el 1935 Illescas va ser readmès i va demanar de nou la dimissió al cap de poc temps; el 1936 van dimitir Ribas i Alzamora.

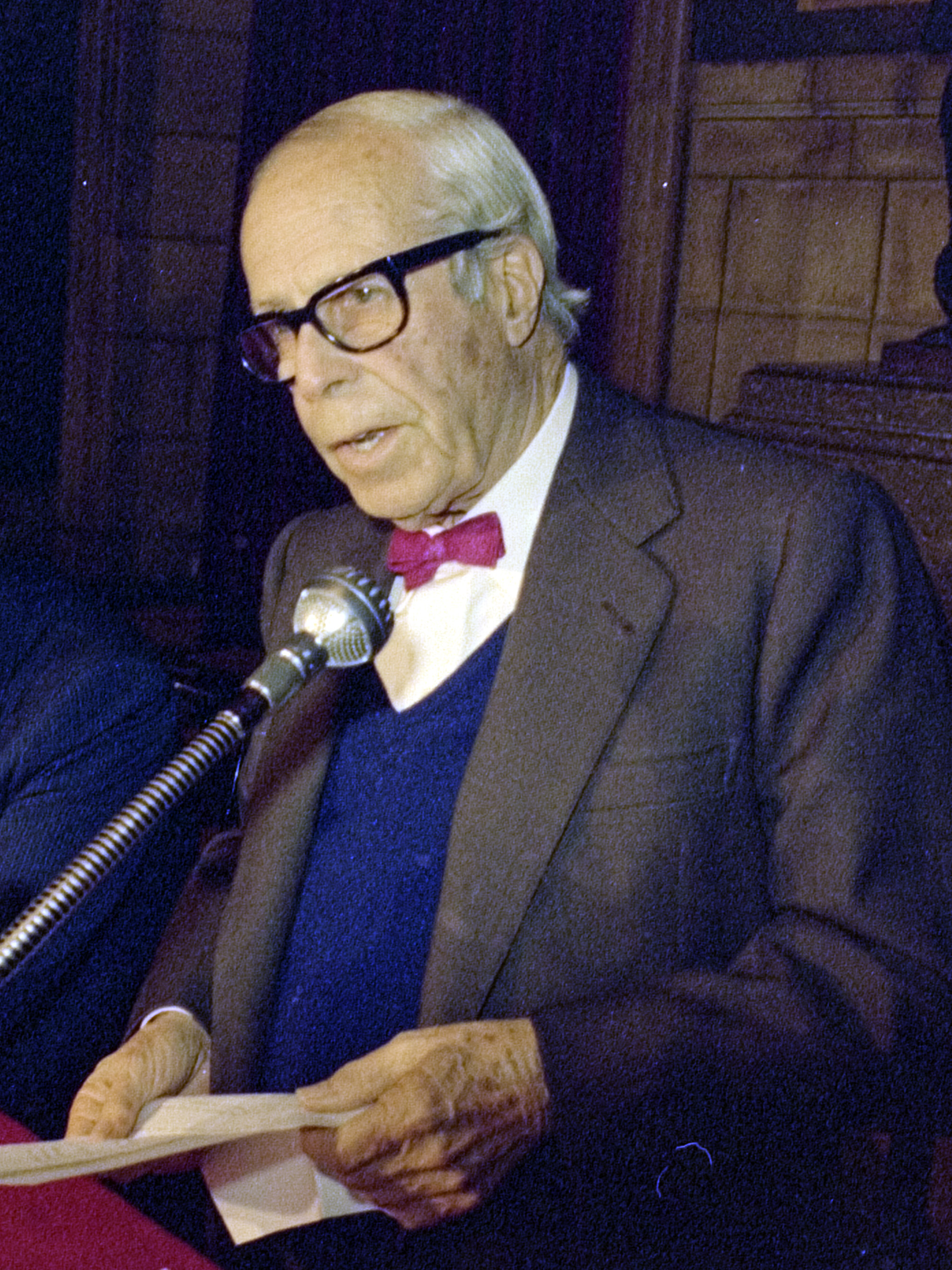
Josep Lluís Sert

El primer consell directiu del grup estava organitzat de la següent forma: Sert, delegat; Subiño, secretari; Alzamora, tresorer; Churruca i Rodríguez Arias, bibliotecaris; Armengou i Torres Clavé, redactors; Illescas i Perales, delegats d'industrials.
El GATCPAC va assumir a la pràctica totes les tasques organitzatives del GATEPAC i va ser l'única secció que va mantenir una activitat com a grup i continuada. En la declaració programàtica que van efectuar el 1930 apuntaven com a finalitat del grup el «contribuir al nostre país al desenvolupament de la nova orientació universal en arquitectura i de resoldre i estudiar els problemes que es presenten en la seva adaptació al nostre mitjà».
Un dia abans de la proclamació de la Segona República, el 13 d'abril de 1931, es va inaugurar un local per a les activitats del grup al passeig de Gràcia núm. 99 de Barcelona, dissenyat per Sixte Illescas i denominat MIDVA (Mobles i Decoració de la Vivenda Actual). Servia com a lloc de reunió i centre expositiu, al mateix temps que també va funcionar com a botiga, especialment de mobles, electrodomèstics i objectes decoratius i per a la llar. El local va ser clausurat el 1939.
La proclamació de la Segona República pocs mesos després de la constitució del grup i, posteriorment, la instauració de la Generalitat de Catalunya, van ser factors que van contribuir a l'èxit inicial del GATCPAC, grup que va comptar amb el patronatge de la Generalitat per a nombrosos dels seus projectes, especialment quant a urbanisme, habitatge i equipaments col·lectius.
També el 1931 els socis directors del GATCPAC van organitzar un gabinet tècnic per a l'estudi de diversos camps d'actuació arquitectònica i urbanística, que van ser dividits entre els seus membres a través de comissions: Cristòfor Alzamora i Manuel Subiño, Ordenaments municipals; Josep Lluís Sert, Josep Torres Clavé i Francesc Perales, Escoles; Ricardo de Churruca, Sixte Illescas i Germà Rodríguez Arias, Habitatges per a obrers. També es van crear comissions conjuntes per al projecte d'urbanització de l'avinguda Diagonal, el de «Barcelona futura» (Pla Macià) i el d'elaboració d'un nou pla d'estudis per a l'Escola d'Arquitectura.
Poc després de la fundació del grup, el 24 de maig de 1931, es van reunir els delegats dels tres grups del GATEPAC: Fernando García Mercadal (centre), José Manuel Aizpurúa (nord) i Josep Lluís Sert (est). A la reunió es va acordar la gestió col·legial de la revista A.C. Documentos de Actividad Contemporánea, la participació grupal en els concursos nacionals, les quotes econòmiques de participació en el CIRPAC i la producció d'exposicions, conferències i seminaris. També es va discutir sobre les sigles i el grup català va decidir mantenir el nom GATCPAC, que ja tenien retolat a la seva botiga. El maig de 1931 va sortir el primer número de la revista A.C., pel preu de 2,50 pessetes. Tots els anunciants de la revista, majoritàriament empreses dedicades a la construcció o a la decoració, van ser gestionats pel GATCPAC.
De cara a la promoció internacional del grup, entre el 9 de maig i el 2 d'agost de 1931 el GATEPAC va participar en l'Exposició Internacional d'Urbanisme i Habitació celebrada a Berlín, amb un estand dissenyat per Subirana i Alfredo Rodríguez Orgaz. Entre els projectes d'arquitectes catalans es trobaven: una casa a la platja de Churruca; un club nàutic de Rodríguez Arias; un habitatge familiar d'Illescas; una casa d'inquilins de Sert; un habitatge familiar de Torres Clavé; un habitatge familiar d'Armengou; un poble de vacances de Sert i Torres Clavé; i un club esportiu d'Armengou i Perales. També van participar entre el 27 de juny i el 5 de juliol a l'Exposició d'Arquitectura organitzada a la sala Parés de Barcelona, en la qual per primera vegada van signar els seus projectes conjuntament com GATCPAC i no de forma individual, i on van presentar el seu projecte d'urbanització de l'avinguda Diagonal, aparegut simultàniament en el número 4 de la revista A.C. Durant el certamen, Sert va pronunciar una conferència titulada L'arquitectura de la nostra època.
El desembre de 1931 el grup va participar en un concurs de cases barates per a Bilbao, amb un projecte elaborat de manera col·lectiva per Sert, Torres Clavé, Rodríguez Arias, Subirana, Churruca, Armengou, Perales, Alzamora i Subiño. Van presentar un disseny de dos blocs lineals paral·lels, de cinc plantes, amb apartaments de 48 a 70 m², amb una clara inspiració en l'edifici de Weissenhoff de Ludwig Mies van der Rohe.
Una altra fita internacional va ser l'organització el març de 1932 d'una reunió del CIRPAC a Barcelona, de cara a preparar el CIAM de Moscou. Hi van pronunciar conferències Le Corbusier, Victor Bourgeois, Walter Gropius, Sigfried Giedion i Cornelis van Eesteren. També es va celebrar en els soterranis de la plaça de Catalunya una exposició titulada Parcel·lació racional. Durant el certamen es van reunir el president de la Generalitat Francesc Macià i Le Corbusier, i durant el transcurs de la reunió es va esbossar el projecte urbanístic de la Barcelona Futura, que seria anomenat Pla Macià en honor del president. D'altra banda, el 13 de juny de 1932 la Generalitat va crear el Comissionat de la Casa Obrera per a la promoció d'habitatge públic, a la qual es van incorporar Sert, Torres Clavé i Subirana com a tècnics assessors; d'aquesta iniciativa va néixer la casa Bloc, construïda entre 1933 i 1936.
Aquest mateix any el grup va patrocinar la creació d'una associació per a promoure l'art d'avantguarda, l'ADLAN (Amics de l'Art Nou). Va ser fundat per Josep Lluís Sert, Joan Prats i Joaquim Gomis, i entre els seus membres van figurar Àngel Ferrant, Eudald Serra, Ramon Marinel·lo, Artur Carbonell i altres artistes. Entre les seves activitats, van organitzar exposicions de Pablo Picasso, Salvador Dalí, Joan Miró i Alexander Calder, i van editar el número extraordinari de Nadal dedicat a l'art internacional de la revista D'Ací i d'Allà (1934). També van patrocinar l'Exposició logicofobista celebrada a les Galeries d'Art Catalònia de Barcelona el 1936, en la qual van participar artistes com Artur Carbonell, Leandre Cristòfol, Àngel Ferrant, Antoni Garcia i Lamolla, Ramon Marinel·lo, Joan Massanet, Maruja Mallo, Àngel Planells i Remedios Varo.
Continuant amb la promoció del grup, entre el 2 i el 15 de març de 1933 es va celebrar una exposició als soterranis de la plaça de Catalunya titulada La Ciutat de Repòs, en què es van presentar els primers esbossos per a una Ciutat de Repòs i Vacances (CRV), un dels projectes estrella del grup al costat del Pla Macià. Al juny d'aquest any van participar també en la VI Fira Internacional de Barcelona i el I Saló del Turisme i els Esports. Entre el 29 de juliol i el 13 d'agost es va celebrar el congrés del CIAM a Atenes —no finalment a Moscou per problemes polítics—, amb la presència de Sert, Torres Clavé, Ribas Seva i Bonet Castellana, que van presentar una sèrie de gràfics i planimetries sobre Barcelona.
Aquest any de 1933 finalment els grups nord i centre del GATEPAC es van dissoldre, i per això va quedar únicament el GATCPAC com a grup actiu. En una reunió celebrada a Madrid es va acordar aquesta dissolució i es va nomenar Fernando García Mercadal com a delegat del GATCPAC a Madrid.
L'abril del 1934 un grup de membres del GATCPAC va viatjar a la Unió Soviètica per a posar-se al corrent de les novetats arquitectòniques produïdes en aquest país. D'altra banda, el 20 i 21 de maig Sert i Torres Clavé van participar en la reunió del CIRPAC a Londres.
Una altra exposició de rellevància es va dur a terme entre l'11 de juliol i el 14 d'agost de 1934 als soterranis de la plaça de Catalunya, titulada La Nova Barcelona, en la qual es va presentar el Pla Macià amb un diorama de set metres de llarg elaborat per Torres Clavé, a més de dibuixos, esquemes i fotomuntatges. La inauguració va ser presidida pel president de la Generalitat, Lluís Companys, i l'alcalde de Barcelona, Carles Pi i Sunyer. No obstant això, els successos d'octubre de 1934 i els canvis a l'Ajuntament i la Generalitat van paralitzar el projecte; així, quan entre l'1 i el 14 d'abril de 1935 es va tornar a presentar La Nova Barcelona al Palau núm. 1 de Montjuïc, les noves autoritats van retirar els plafons del grup referents al sanejament del barri antic, contraposats als nous plans de l'Ajuntament. Els retards en la posada en marxa del projecte i la disminució en les activitats del grup van provocar certes dissidències al si del col·lectiu, la qual cosa va comportar la dimissió de diversos socis.
El maig de 1936 el grup va participar en el I Saló d'Artistes Decoradors, celebrat en la cúpula del Cinema Coliseum de Barcelona. També van participar el juny en la VI Triennal de Milà, integrats en l'associació Foment de les Arts Decoratives (FAD), on van exposar les seves obres més emblemàtiques.
L'esclat el juliol de 1936 de la Guerra Civil va paralitzar pràcticament tota l'activitat del col·lectiu. El 30 de desembre de 1936 va ser confiscat el local del GATCPAC. Diversos membres del grup —especialment Torres Clavé— es van sumar a les iniciatives revolucionàries de col·lectivització de les activitats constructores i municipalització del sòl i l'habitatge, i van impulsar la substitució del Col·legi d'Arquitectes pel Sindicat d'Arquitectes de Catalunya (SAC). També van passar a controlar l'ETSAB, de la qual Torres Clavé va ser nomenat comissari delegat. Francesc Fàbregas va ser nomenat sotssecretari d'Obres Públiques de la Generalitat, i Sixte Illescas director tècnic del Comissariat de l'Habitatge.
El grup es va dissoldre definitivament el març de 1939, després de la defunció de Torres Clavé en la contesa i la marxa a l'exili de Sert (Estats Units), Fàbregas (Cuba), Ribas Seva (Colòmbia), Rodríguez Arias (Xile) i Bonet Castellana (Argentina). El 5 de setembre de 1940 el nou degà del restaurat Col·legi d'Arquitectes, José María Ros Vila, va inhabilitar per a l'exercici de la seva professió a diversos dels arquitectes del grup, als quals va qualificar d'«oficials rojos»; uns altres —com Mestres Fossas, Claret i González Esplugas— van ser amonestats, mentre que Subirana i Illescas van ser inhabilitats per a càrrecs públics. Els únics que no van rebre cap sanció van ser Armengou, Churruca, Alzamora i Subiño.

## Característiques generals

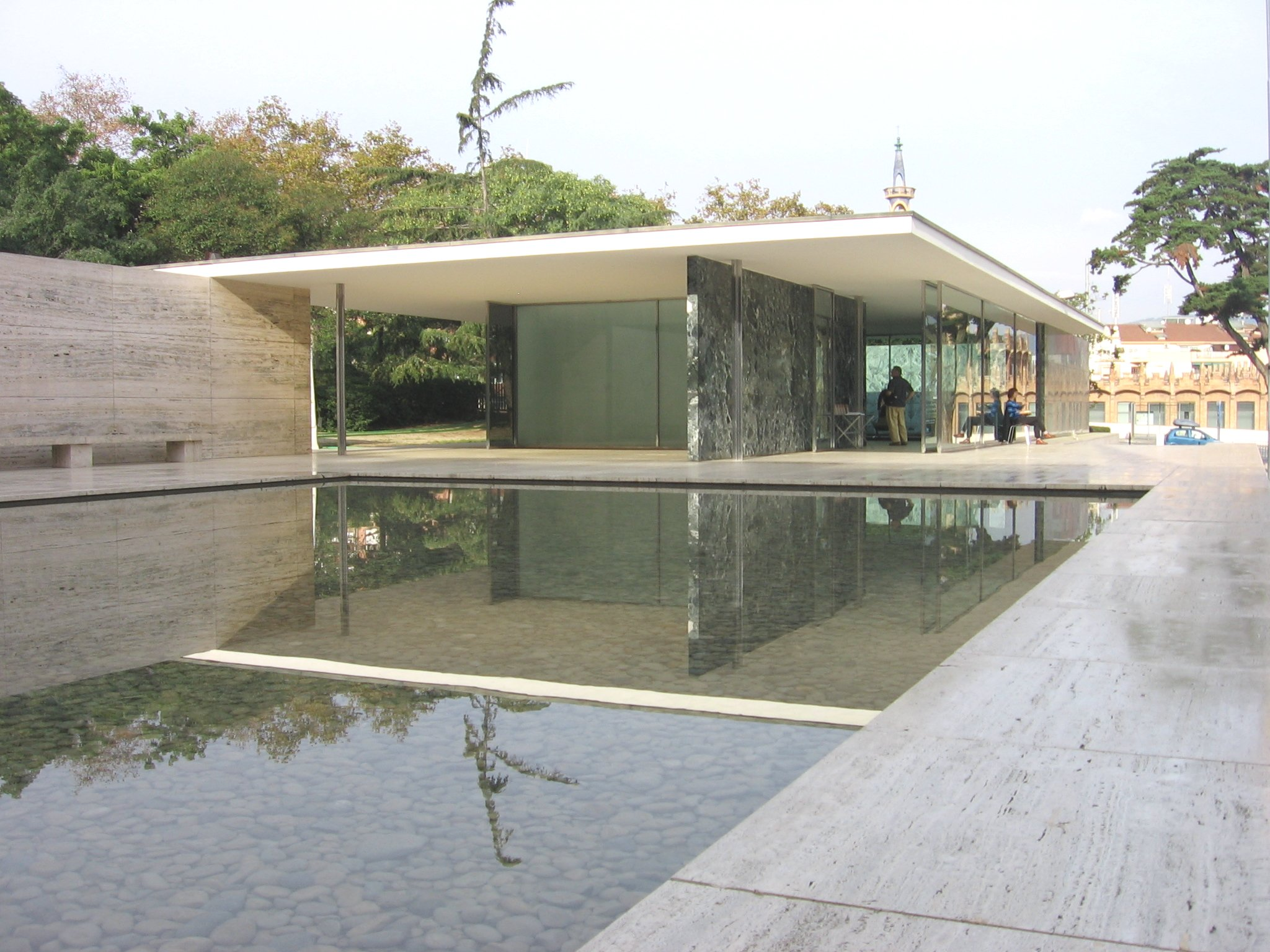
Pavelló d'Alemanya per a l'Exposició Internacional de Barcelona (1929), de Ludwig Mies van der Rohe

El racionalisme (1920-1950) —també anomenat Estil internacional— va ser la principal tendència arquitectònica de la primera meitat del segle xx. Amb un precedent en l'Escola de la Bauhaus, es va desenvolupar per tot Europa, els Estats Units i nombrosos països de la resta del món. Aquest corrent buscava una arquitectura fonamentada en la raó, de línies senzilles i funcionals, basades en formes geomètriques simples i materials d'ordre industrial (maó, acer, formigó, vidre), renunciant a l'ornamentació excessiva i atorgant gran importància al disseny, que és igualment senzill i funcional. Entre les seves figures sobresurten: Walter Gropius, Ludwig Mies van der Rohe, Le Corbusier, Frank Lloyd Wright, Eliel Saarinen, Oscar Niemeyer i Alvar Aalto.
Una influència directa de l'Estil internacional a Catalunya es va donar el 1929 amb el Pavelló d'Alemanya construït per a l'Exposició Internacional de Barcelona, obra de Ludwig Mies van der Rohe. Es tracta d'un dels millors exemples de l'arquitectura racionalista per la seva puresa formal, la seva concepció espacial i el seu intel·ligent ús d'estructures i materials, que van convertir a aquest pavelló en el paradigma de l'arquitectura del segle xx. De planta rectangular, s'elevava sobre un podi recobert de travertí; la coberta se sostenia sobre columnes cruciformes i murs de càrrega, amb parets de diferents materials (maó recobert de guix, acer recobert de marbre verd i d'ònix del Marroc). La decoració es reduïa a dos estanys i una escultura, El Matí, de Georg Kolbe. Demolit després de l'Exposició, va ser reconstruït entre 1985 i 1987 en el seu emplaçament original per Cristian Cirici, Ignasi de Solà-Morales i Fernando Ramos, seguint els plans deixats per Mies van der Rohe.
El GATCPAC va sorgir amb voluntat renovadora i alliberadora del classicisme noucentista. Volia introduir a Espanya els nous corrents internacionals derivats del racionalisme. Defensava la realització de càlculs científics en la construcció, així com la utilització de nous materials, com les plaques de fibrociment o uralita, a més de materials més lleugers com el vidre.
El racionalisme català va tenir unes qualitats pròpies, com l'allunyament del formalisme, una certa tendència expressionista i una clara vinculació política amb la Segona República, com es denota en la creació el 1936 del SAC (Sindicat d'Arquitectes de Catalunya), dirigit per Torres Clavé i Fàbregas, que defensava la intervenció en el control de la construcció, la col·lectivització de l'habitatge i l'orientació de l'ensenyament. Torres Clavé va ser director de la revista A.C. Documentos de Actividad Contemporánea (1931-1937), basada en revistes avantguardistes com Das Neue Frankfurt, dirigida per Ernst May, o L'Esprit Nouveau, de Le Corbusier i Amédée Ozenfant. Editada a Barcelona entre 1931 i 1937, es van publicar vint-i-cinc números, en els quals es van donar a conèixer les noves idees renovadores de l'arquitectura, amb un grafisme avantguardista i innovador.
A més de les diverses edificacions i dels projectes que no van ser portats a la pràctica, així com de les disquisicions teòriques que van desenvolupar especialment en la revista A. C., el grup va organitzar nombroses exposicions i va dissenyar maquetes i prototips dels seus projectes. Així, per exemple, el 1932 van presentar en una exposició a la plaça Ramon Berenguer el Gran de Barcelona un prototip de casa desmuntable i, el 1934 a Sant Andreu, un prototip de biblioteca pública desmuntable.
El grup va tenir bones relacions amb l'estament polític, gràcies al qual va trobar el patronatge per a diversos dels seus projectes. Una primera etapa d'estreta col·laboració va ser entre 1931 i 1933, en la qual van trobar una bona disposició cap a les seves propostes per part del govern de Francesc Macià. Va ser llavors quan es van esbossar projectes com la urbanització de la Diagonal, el Pla Macià de la Barcelona Futura, la Ciutat de Repòs i Vacances, la remodelació del barri antic de Barcelona, la reforma dels centres escolars i les infraestructures sanitàries i els plans per a habitatges obrers. Aquesta col·laboració va patir una reculada durant el govern de la CEDA en l'anomenat Bienni Negre (1933-1936), en què els membres del GATCPAC es van dedicar especialment a la introspecció teòrica, amb una especial èmfasi en l'arquitectura popular mediterrània i l'interiorisme. Després del cop d'estat del 17-18 de juny de 1936, el grup va tornar de nou a l'acció, aquesta vegada amb un to més compromès amb els valors revolucionaris. Així, el 8 d'agost de 1936 van fundar el Sindicat d'Arquitectes de Catalunya, en substitució del Col·legi d'Arquitectes. La tasca arquitectònica i constructiva va quedar col·lectivitzada i es van repartir els treballs entre els membres del sindicat. Es va municipalitzar la propietat urbana i es va projectar un pla d'obres per a la defensa, especialment quant a la construcció de refugis antiaeris. Es va intervenir també l'ETSAB, de la qual seria nomenat director Torres Clavé, amb un projecte centrat en la renovació del pla d'estudis.

## Principals arquitectes i realitzacions

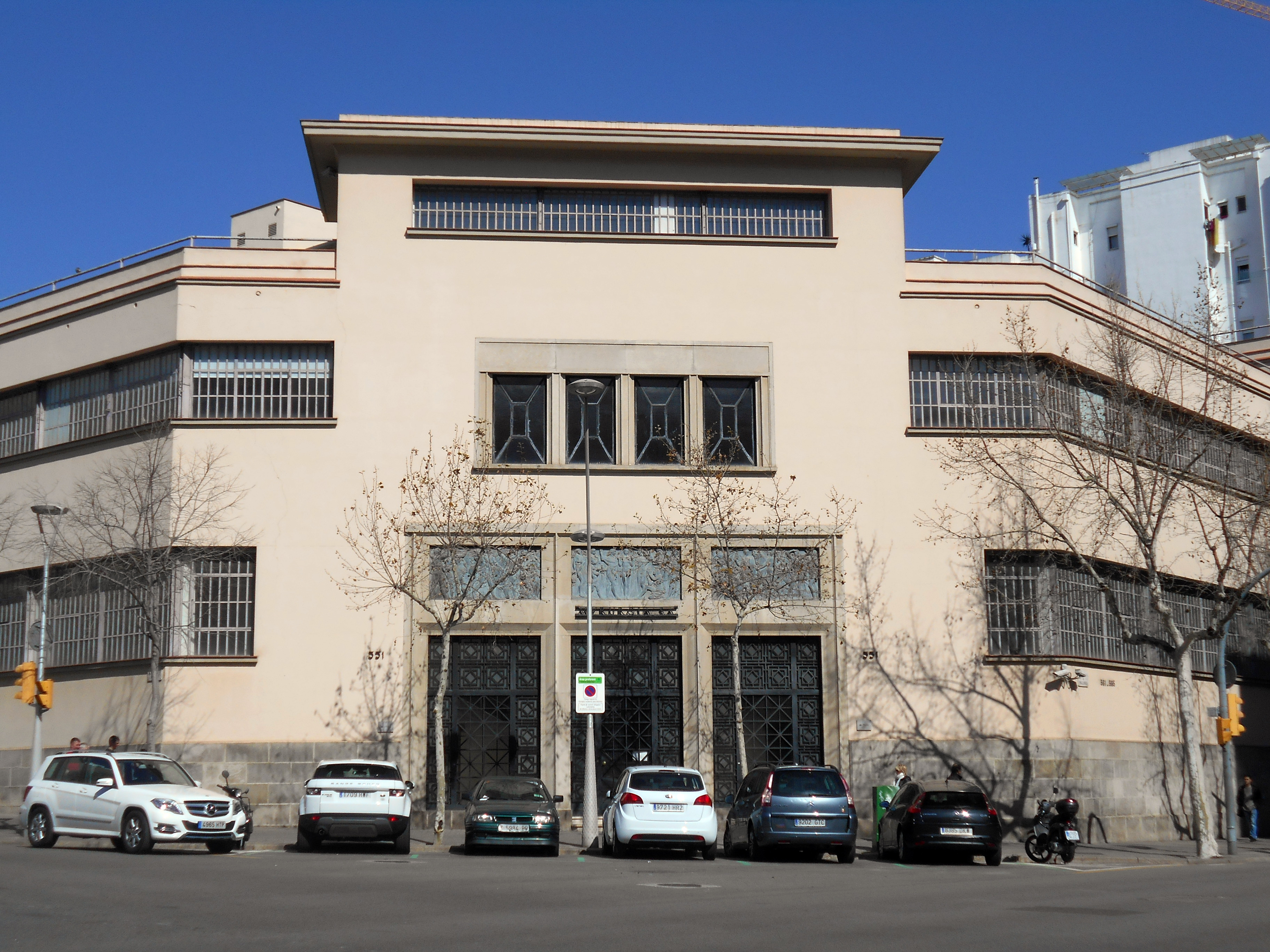
Fàbrica Myrurgia (1928-1930), d'Antoni Puig i Gairalt

Hi ha diverses obres de finals dels anys 1920 considerades com a antecedents immediats del racionalisme català, especialment el pavelló de Ràdio Barcelona de Nicolau Maria Rubió i Tudurí (1922-1929, carretera de Vallvidrera al Tibidabo, Barcelona) i la fàbrica Myrurgia d'Antoni Puig i Gairalt (1928, carrer de Mallorca 351, Barcelona). El primer és un petit pavelló de forma prismàtica amb un gran mur de contenció per als serveis, amb una façana i una marquesina envidrades. La fàbrica Myrurgia és considerada un antecedent del racionalisme per la seva estructura simètrica, les seves façanes llises i la seva molduració horitzontal. Altres obres pròximes al racionalisme anteriors a la constitució del GATCPAC són el Casal Sant Jordi, de Francesc Folguera (1929-1931, carrer de Pau Claris 81, Barcelona), i la casa Masana, de Ramon Reventós (1928, carrer de Lleida 7-11, Barcelona).

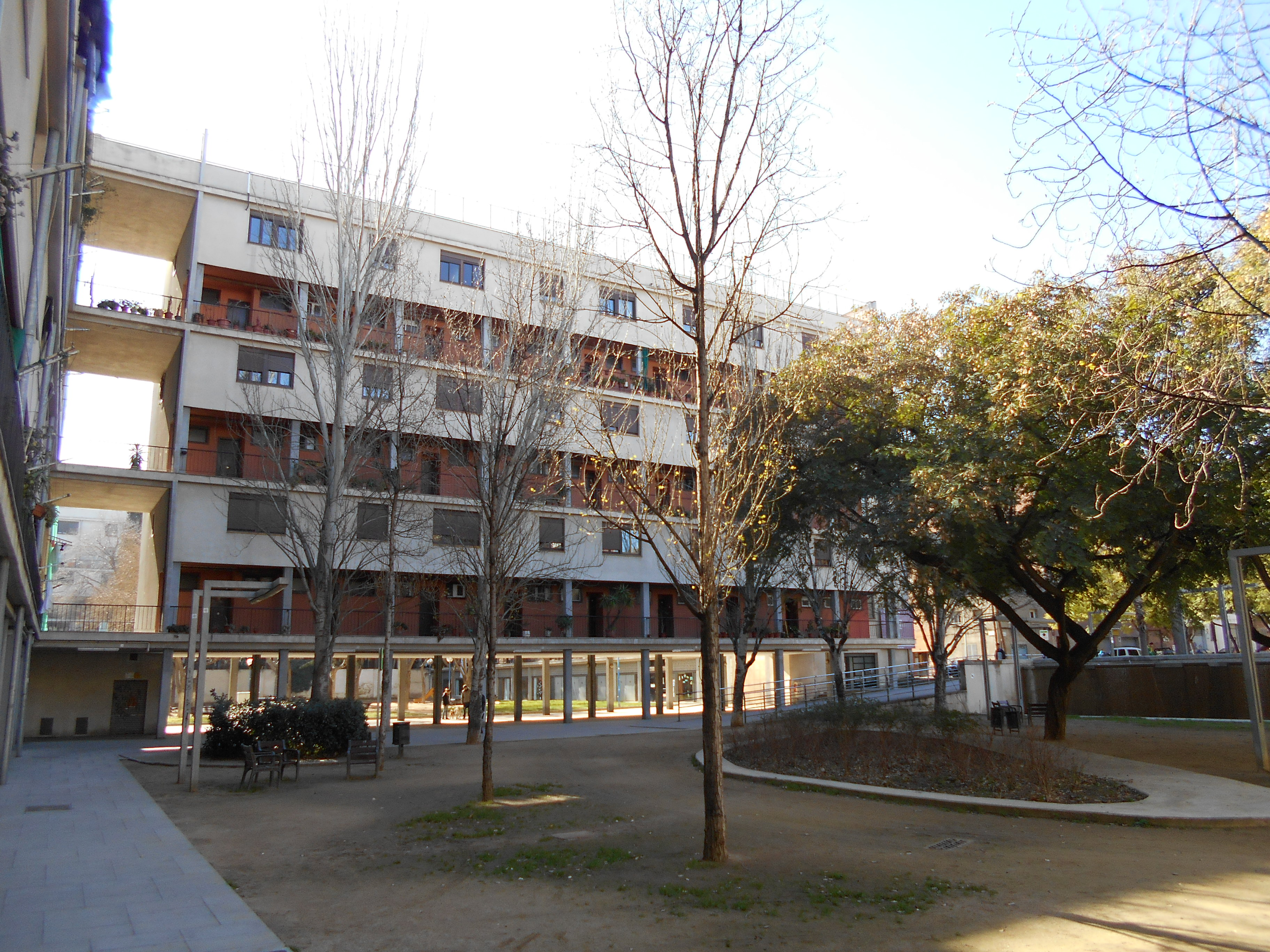
Casa Bloc (1932-1936), de Josep Lluís Sert, Josep Torres i Clavé i Joan Baptista Subirana

El principal exponent del GATCPAC va ser Josep Lluís Sert, un arquitecte de fama internacional que després de la Guerra Civil es va establir als Estats Units. Va ser deixeble de Le Corbusier, amb qui va treballar a París i al qual va convidar a visitar Barcelona el 1928, 1931 i 1932. Les seves dues principals obres a Barcelona en aquests anys van ser la casa Bloc (1932-1936, avinguda Torras i Bages 91-105) i el Dispensari Central Antituberculós (1934-1938, passatge de Sant Bernat 10), totes dues en col·laboració amb Torres Clavé i Subirana. La primera es basa en el projecte d'habitatges à redent de Le Corbusier (1922) i és un conjunt d'habitatges en forma de S, de blocs llargs i estrets amb estructura metàl·lica de dues crugies, amb accessos als habitatges a través de corredors coberts; el Dispensari presenta dos cossos paral·lels disposats en forma de L, amb un jardí central que serveix d'accés. El 1933 va fer una escola a Palau-solità (passeig de la Carrerada cantonada rambla del Mestre Pere Pou, actual CEIP Josep Maria Folch i Torres), amb una estructura funcional que donava prioritat a la il·luminació i la ventilació, i un sistema de mòduls autònoms d'aula i terrassa descoberta. A l'any següent va dissenyar amb Torres Clavé i Subirana una Biblioteca Infantil Desmuntable, el prototip de la qual es va exposar a la plaça de les Palmeres de Barcelona. El 1935 va dissenyar amb Torres Clavé tres tipus de casetes de cap de setmana per a Garraf, construïdes entre 1934 i 1935, en les quals combinaven l'arquitectura moderna (formes cúbiques, espais lliures) i la tradicional (voltes catalanes, murs de pedra, mobiliari popular); a Garraf es van construir els models A, B i C, mentre que per a una urbanització a Punta Prima (Eivissa) van dissenyar les D i E, finalment no realitzades. Aquest any va construir també el Pavelló Escolar Dispensari Can Xifré a Arenys de Mar i l'Escola Graduada El Convent a Martorell. El 1936 va construir amb Torres Clavé un local per a la Unió de Cooperadors de Gavà. Altres obres seves d'aquesta època són: la casa Galobart (1930, Travessera de Dalt 102, Barcelona, desapareguda), la casa Duclós a Sevilla (1930, c/ Ceán Bermúdez 5), l'edifici d'habitatges del carrer Rosselló 36 de Barcelona (1930) i l'edifici del carrer Muntaner 342-348 de Barcelona (1930-1931). Va ser autor també de la Joieria Roca (1934, passeig de Gràcia 18, actualment Joieria Tous), amb Antoni Bonet. També va dissenyar diversos projectes no realitzats, com un poble d'estiueig amb Torres Clavé per a l'exposició Arquitectura Nova a les Galeries Dalmau (1929), un grup escolar per a l'avinguda del Bogatell de Barcelona (1932), un casal del poble per a Esquerra Republicana de Catalunya, amb Torres Clavé i Subirana (1932), un Hospital Comarcal tipus per a 100 llits, amb Torres i Subirana (1934) i un projecte d'Hospital Antituberculós a la Vall d'Hebron, amb Torres Clavé i Subirana (1936). El 1937 va ser autor amb Luis Lacasa i Antoni Bonet del Pavelló de la República Espanyola per a l'Exposició Internacional de París de 1937, on es va exhibir per primera vegada el Guernica de Picasso, el qual va ser reconstruït a Barcelona el 1992 per Miquel Espinet, Antoni Ubach i Juan Miguel Hernández León.
Un dels membres més activistes del grup va ser Josep Torres i Clavé, un arquitecte d'esperit reformista, l'activitat del qual es va centrar en el seu afany de transformar la societat mitjançant l'arquitectura i l'urbanisme. Entre 1931 i 1937 va dirigir la revista A.C. Entre 1933 i 1935 va treballar en el projecte del Pla Macià. El 1936 va fundar el Sindicat d'Arquitectes de Catalunya i, entre 1938 i 1939, va ser director de l'ETSAB. El 1929 va elaborar al costat de Sert un projecte de poble d'estiueig per a l'exposició Arquitectura Nova a les Galeries Dalmau. Al costat de Sert i Subirana va ser l'autor de la casa Bloc (1932-1936) i el Dispensari Central Antituberculós (1934-1938). El 1934 va dissenyar amb Sert i Subirana una Biblioteca Infantil Desmuntable, el prototip de la qual es va exposar a la plaça de les Palmeres de Barcelona. El 1935 va dissenyar amb Sert tres tipus de casetes de cap de setmana per a Garraf, construïdes entre 1934 i 1935. El 1936 va construir amb Sert un local per a la Unió de Cooperadors de Gavà. També va dissenyar diversos projectes no realitzats: un projecte de Facultat de Medicina i Dispensari Universitari de Barcelona (1934); un projecte d'institut de segon ensenyament per a Lleida, amb Rodríguez Arias i Perales (1936); un projecte d'Hospital Antituberculós a la Vall d'Hebron, amb Sert i Subirana (1936); i un projecte d'Escola Municipal Grup Marcelino Domingo per a Reus (1936). Va morir en el front el 1939.

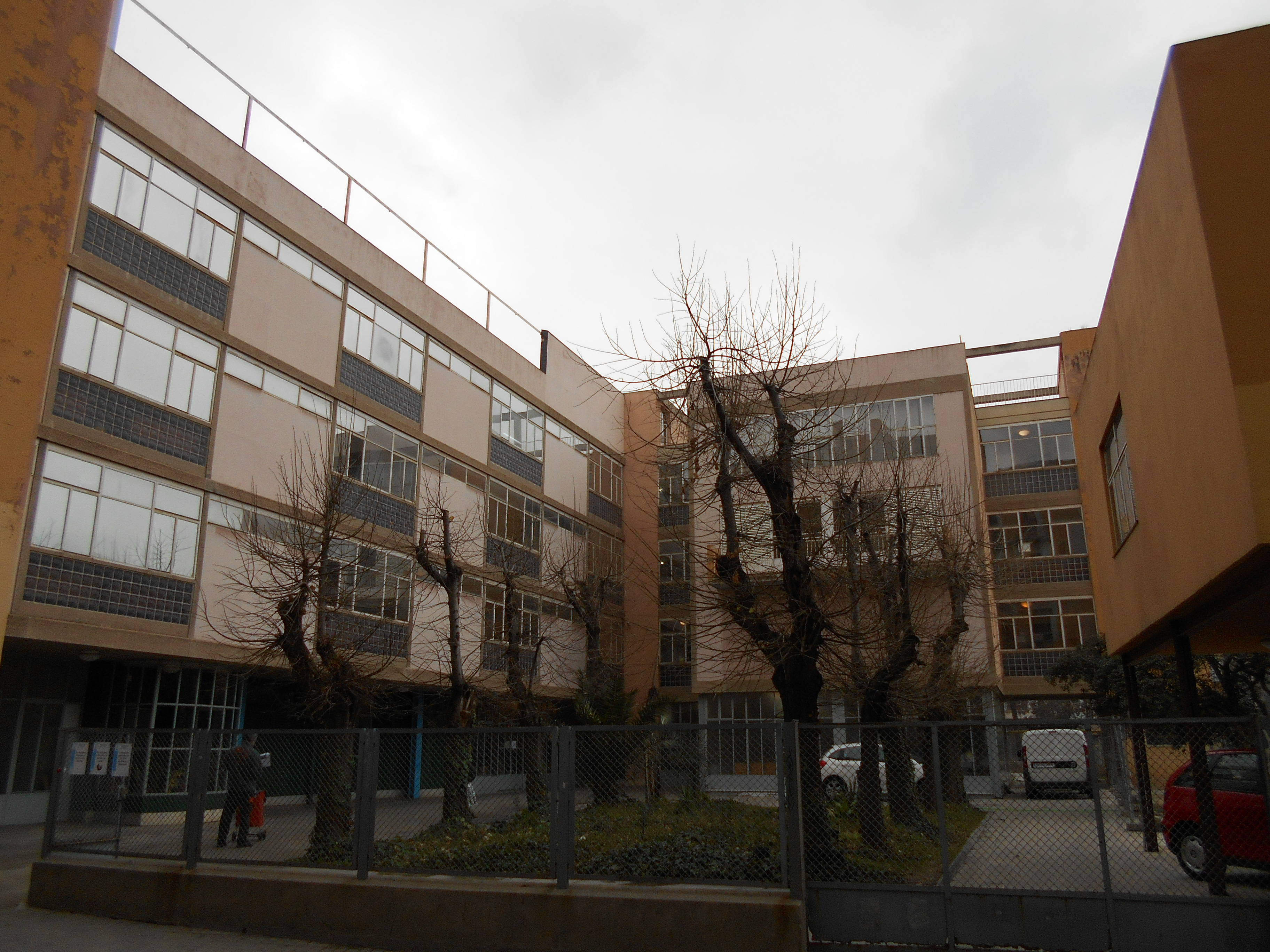
Dispensari Central Antituberculós (1934-1938), de Josep Lluís Sert, Josep Torres Clavé i Joan Baptista Subirana

Joan Baptista Subirana va estudiar arquitectura a Barcelona, Madrid i al Politècnic Superior de Berlín, becat per l'Alexander von Humboldt Stiftung. Posteriorment, es va llicenciar també en Ciències Exactes, i es va doctorar a la Universitat de Madrid. A l'inici de la seva carrera va guanyar un concurs per a construir una sèrie de cases barates organitzat per l'Ajuntament de València. També va construir un altre conjunt de cases barates a Cartagena, i una sèrie de grups escolars a Madrid i Valladolid. Va organitzar el pavelló espanyol de l'Exposició Internacional d'Habitatge Urbà i Construcció de Berlín de 1931. En els anys 1930 va treballar en estreta col·laboració amb Josep Lluís Sert i Josep Torres Clavé, amb els qui va elaborar dues obres que van quedar com els millors exponents del racionalisme a la Ciutat Comtal: la casa Bloc (1932-1936) i el Dispensari Central Antituberculós (1934-1938). El 1932 va fer amb Fernando García Mercadal un projecte de Ciutat de Repòs per a les platges del Jarama (Madrid), no realitzat. El 1934 va dissenyar amb Torres Clavé i Sert una Biblioteca Infantil Desmuntable, el prototip de la qual es va exposar a la plaça de les Palmeres de Barcelona. Aquest any va rebre l'encàrrec de reformar i ampliar els hospitals de Badalona, Vic, Igualada, Manresa, Viella i Palafrugell, que van quedar en projecte per l'esclat de la guerra. El 1936 va fer un projecte d'Hospital Antituberculós a la Vall d'Hebron, amb Sert i Torres Clavé.
Sixte Illescas va treballar de paleta abans de ser arquitecte. La majoria de les seves obres estan a Barcelona, entre les quals destaquen: la casa Vilaró (1929-1930, avinguda Coll del Portell 43), una obra d'«estil vaixell» —característic dels primers temps del racionalisme—, estructurada en diferents nivells a causa del pendent del terreny, amb un disseny que assenyala la tipologia més freqüent de les realitzacions del GATCPAC; i la casa Illescas (1934-1935, carrer de Pàdua 96), un edifici d'habitatges del qual era propietari, de clar disseny funcionalista. Va realitzar també la casa Masana (1935-1940, passeig de Sant Gervasi 1-3); i diversos edificis d'habitatges a Barcelona executats tots ells el 1935: c/ Lincoln 42, c/ Padilla 244, c/ Enric Granados 133 i c/ Pi i Margall 17. També va fer diversos projectes no elaborats: un d'estació per a un aeroport en l'exposició de les Galeries Dalmau (1929), un altre de fira agrícola en col·laboració amb Josep Lluís Sert i Cristòfor Alzamora (1932-1933) i un altre per al concurs d'idees per a la urbanització de la part baixa de la muntanya de Montjuïc (1935). Arquitecte oficial de CINAES (Cinematográfica Nacional Española S.S.), entre 1932 i 1933 va projectar tres cinemes: el Spring, el Valkyria i el Triomf, que finalment no es van construir.

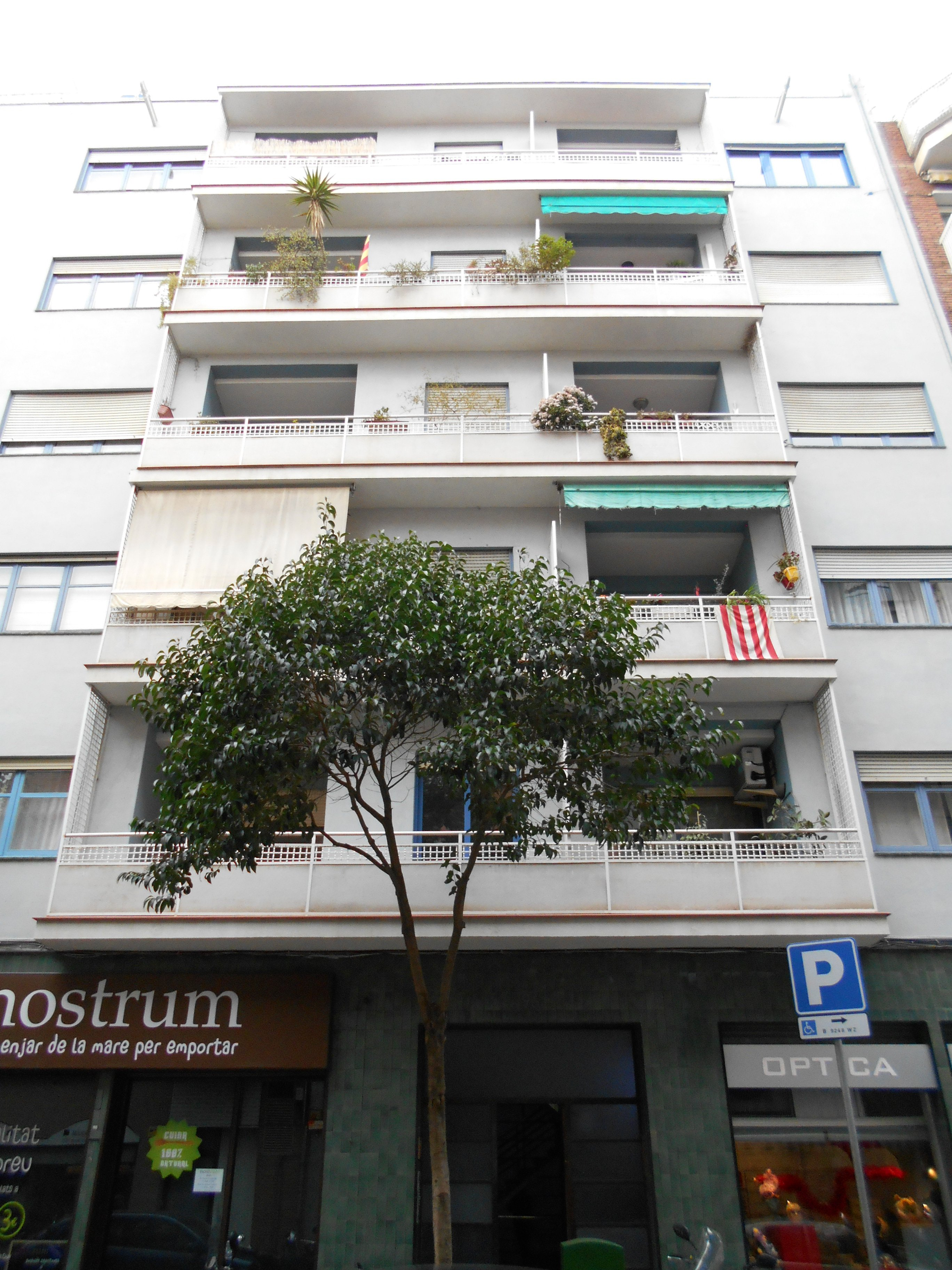
Casa Illescas (1934-1935), de Sixte Illescas, carrer de Pàdua 96, Barcelona

Ricardo de Churruca va ser arquitecte i empresari, d'origen aristocràtic. El 1929 va elaborar amb Fàbregas i Rodríguez Arias un projecte de plaça de toros per a l'exposició Arquitectura Nova a les Galeries Dalmau. El 1930 va construir el Gran Hotel Atlántico a Cadis. La seva principal realització és el Bloc Diagonal de Barcelona, un edifici d'habitatges situat en l'illa entre l'avinguda Diagonal i els carrers Enric Granados i París, realitzat entre 1935 i 1940 en col·laboració amb Germà Rodríguez Arias; és un edifici d'un racionalisme heterodox, amb certes reminiscències de l'arquitectura expressionista. Altres obres seves són, igualment a la Ciutat Comtal, la delegació del Patronat Nacional de Turisme, a la Gran Via de les Corts Catalanes entre els carrers de Pau Claris i Roger de Llúria, amb Rodríguez Arias (1935); la Casa Barangé (1931), a la plaça de Mons; i la casa Conill, situada al carrer Iradier 3 (1935). També va construir una casa unifamiliar a Gavà (1932), així com l'edifici dels Magatzems SEPU (1934, La Rambla 120).
Un altre dels membres destacats va ser Germà Rodríguez i Arias. El 1929 va elaborar amb Fàbregas i Churruca un projecte de plaça de toros per a l'exposició Arquitectura Nova a les Galeries Dalmau. Va ser autor de la casa Rodríguez Arias (1930-1931, Via Augusta 61), construït per a la seva família i reformat el 1958 i 1963; destaca per les seves asimetries compositives i pel seu cromatisme, de to rosa en la façana davantera i verd en la posterior. Entre 1933 i 1934 va construir l'edifici Astoria (carrer de París 193-199), que denota la influència de Walter Gropius, en un conjunt de quaranta habitatges, bar i cinema. Va ser autor amb Churruca del bloc Diagonal (1935-1940). També va fer un projecte de club nàutic per al port de Barcelona (1932). El 1935 va realitzar el Cinema Doré (Gran Via 565-567) i, a l'any següent, un projecte d'institut de segon ensenyament per a Lleida, amb Perales i Torres Clavé (1936). A Manresa va ser autor del Sanatori de Sant Joan de Déu (1931, carrer Dr. Joan Soler s/n), destinat a nens raquítics i pretuberculosos, amb una planta de traça lineal trencada per un angle obtús, la qual cosa proporciona la màxima insolació per a la cura dels malalts. Després de la guerra es va instal·lar a Xile.

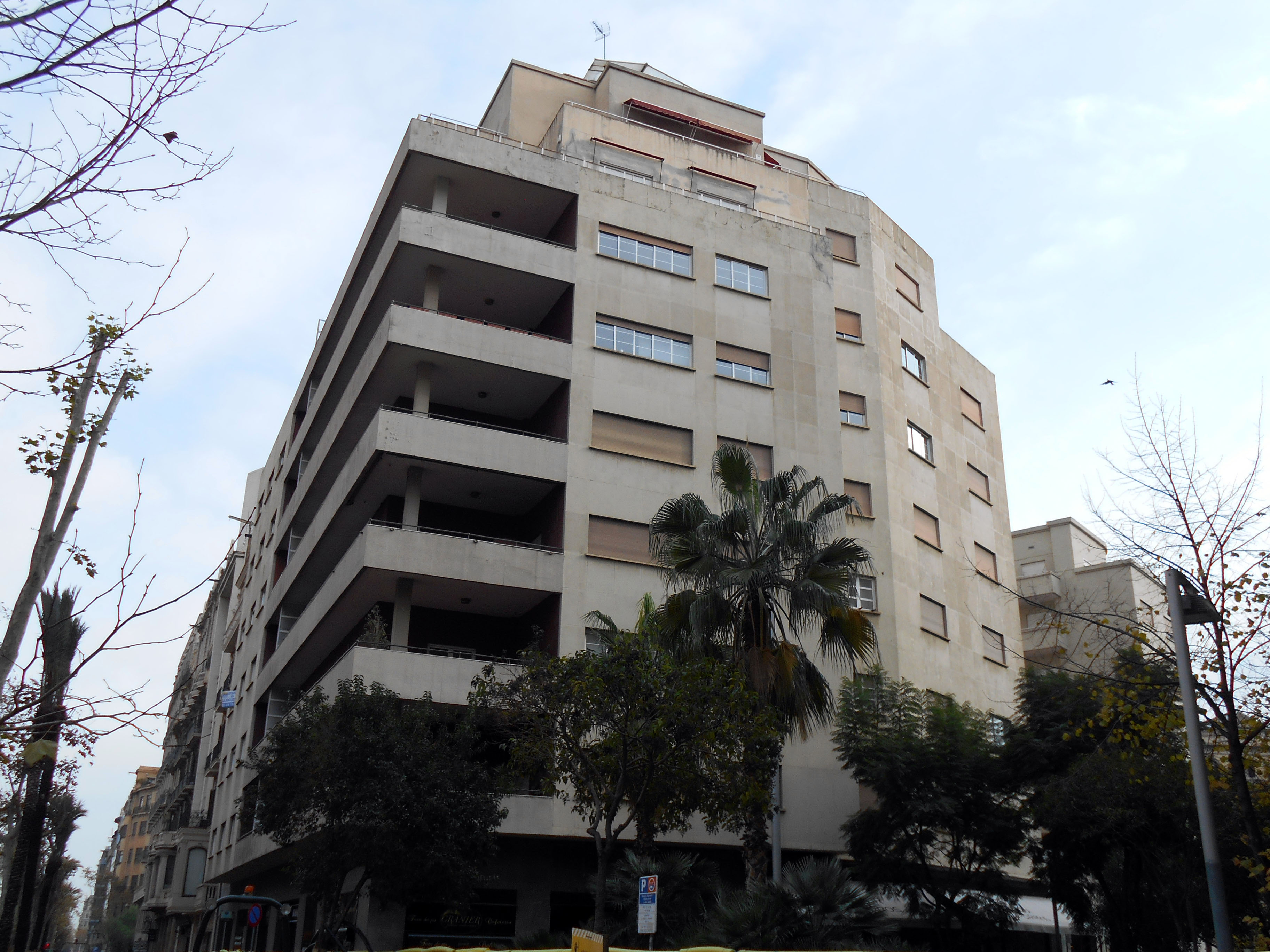
Bloc Diagonal (1935-1940), de Ricardo de Churruca i Germà Rodríguez i Arias

Pere Armengou va ser un dels socis fundadors. El 1929, sent estudiant, va elaborar amb Francesc Perales un projecte de club esportiu per a l'exposició Arquitectura Nova a les Galeries Dalmau. Va ser arquitecte municipal de Manresa de 1932 a 1934, on va signar el Pla d'Eixample de Manresa (1933) i va projectar una caserna per a la Guàrdia Civil, la piscina municipal de Manresa, el cobriment del torrent de Sant Ignasi i una escola al Bosquet de Sant Fruitós. Va ser autor en aquesta ciutat el 1934 del Grup Escolar Renaixença (plaça de la Independència 1), un edifici de forma prismàtica de quatre plantes, l'última d'elles en reculada, amb un cos principal compost de tres crugies, que alberguen les aules, un corredor i sales complementàries.
Francesc Fàbregas va treballar un temps a Sevilla abans d'establir-se a Barcelona, on va ser soci de Churruca i Rodríguez Arias. Va ser director del projecte de la Ciutat de Repòs i Vacances. El 1937 va ser nomenat arquitecte assessor del departament de construcció del Consell d'Economia de Catalunya. El 1929 va elaborar amb Churruca i Rodríguez Arias un projecte de plaça de toros per a l'exposició Arquitectura Nova a les Galeries Dalmau. Va ser autor d'un projecte no realitzat de construcció estàndard per a camps d'aterratge de la Generalitat (1933). El 1934 va elaborar amb Duran i Reynals un projecte de parvulari i escola graduada per a Pineda de Mar, així com un habitatge particular a Aiguafreda i l'edifici de Viñas Goig-desperdicios de algodón S. A., a Sant Adrià de Besòs. El 1935 va construir a Barcelona un edifici d'habitatges a la ronda de Sant Pau, un edifici residencial al carrer Grassot, la casa Soler i Aguilar al carrer Fransa i l'edifici residencial i cinema de Fèlix Llobet, al carrer de París 193-199. El 1937 va ser coautor, amb Joan Grijalbo, de l'estudi Municipalització de la propietat urbana (1937). Després de la guerra es va exiliar a Cuba.

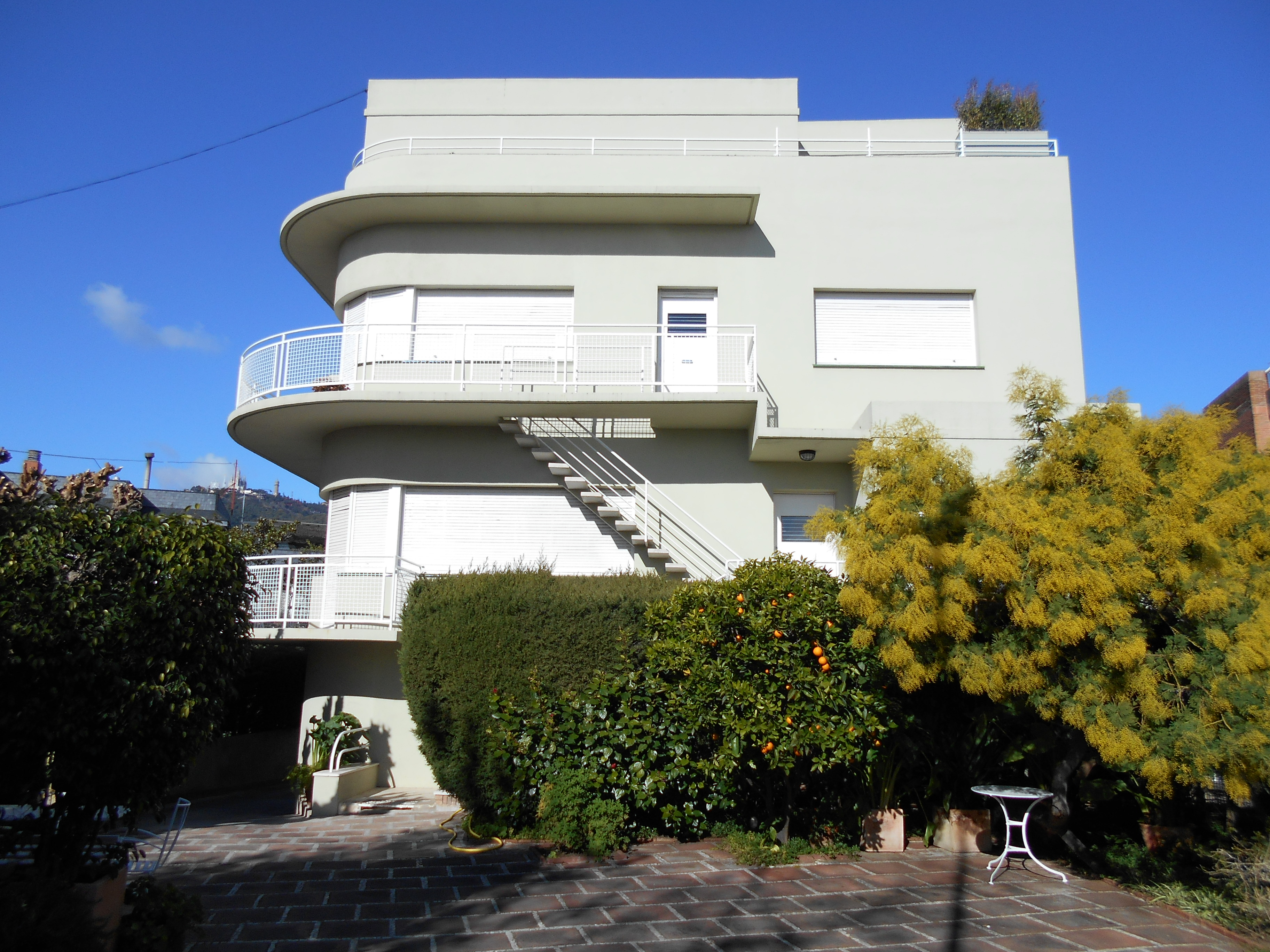
Casa Barangé (1931), de Ricardo de Churruca

Cristòfor Alzamora va ser altre dels fundadors i tresorer del grup. El 1929 va elaborar amb Enric Pecourt un projecte de clínica per a l'exposició Arquitectura Nova a les Galeries Dalmau. El 1932 va elaborar amb Churruca un avantprojecte per a un centre esportiu i cultural del Casal Icària de Barcelona, així com un projecte de pavelló de Productes Agrícoles de Llevant, amb Sert i Illescas. A l'any següent va fer un projecte d'Escola granja amb internat per a Les Borges Blanques. El 1934 va elaborar un projecte de pavelló desmuntable per al Ministeri de Comunicació a l'Aeroport de Barcelona i, el 1936, va projectar una adaptació per a escola-parvulari del Col·legi Cor de Maria, a Barcelona (carrer de Girona 66).
Manuel Subiño, secretari del grup, va ser altre dels fundadors. Va elaborar el 1933 amb González Esplugas un avantprojecte de sala d'actes per al Col·legi d'Advocats de Barcelona i, a l'any següent, un projecte de Bar Yokohama amb Rodríguez Arias. El 1937 va elaborar un parvulari annex al grup escolar del carrer Salmerón 190-192, a Barcelona.
Entre els fundadors trobem en darrer lloc a Francesc Perales. El 1929 va elaborar amb Pere Armengou un projecte de club esportiu per a l'exposició Arquitectura Nova a les Galeries Dalmau. El 1933 va dissenyar amb Ribas Seva un prototip de parada de floristes per a Les Rambles, actualment desaparegut. El 1934 va realitzar amb González Esplugas una reforma de l'aula de Química General de la Universitat Autònoma de Barcelona i, també amb González Esplugas, un institut de segon ensenyament per a Badalona el 1935, no realitzat. El 1936 va fer un projecte d'institut de segon ensenyament per a Lleida, amb Rodríguez Arias i Torres Clavé.

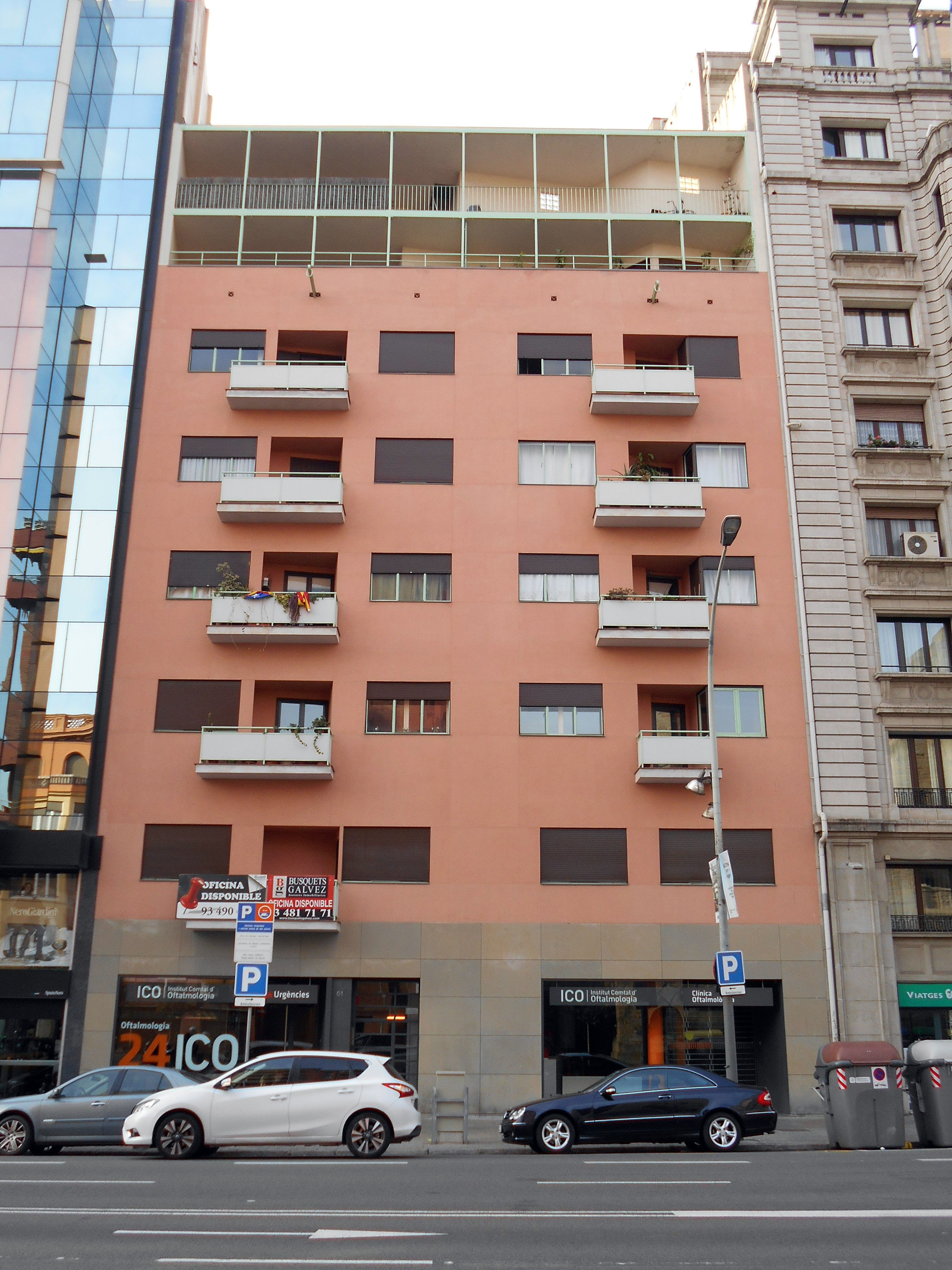
Casa Rodríguez Arias (1931), de Germà Rodríguez i Arias, Via Augusta 61, Barcelona

Entre els membres no fundadors, però incorporats més tard com a socis directors es pot esmentar, en primer lloc, a Ricard Ribas i Seva. El 1932 va elaborar amb Antoni Puig i Gairalt un projecte no realitzat d'aeroport de Barcelona. També aquest any va construir la Vila Eugènia (carrer de Santa Caterina de Siena). El 1933 va fer un projecte de Bar Términus (passeig de Gràcia 54) i va dissenyar amb Francesc Perales un prototip de parada de floristes per a Les Rambles, actualment desaparegut. El 1934 va construir un habitatge unifamiliar a Barcelona (carretera d'Esplugues 82). Entre 1934 i 1936 va construir la casa Ballvé (carrer de Balmes 166).
Altre soci director va ser Josep González i Esplugas. El 1933 va elaborar amb Subiño un avantprojecte de sala d'actes per al Col·legi d'Advocats de Barcelona. El 1934 va realitzar amb Francesc Perales una reforma de l'aula de Química General de la Universitat Autònoma de Barcelona. També va realitzar amb Perales els jardins de l'edifici històric de la Universitat de Barcelona (1934, plaça de la Universitat), al costat del jardiner Artur Rigol. El 1935 va elaborar igualment amb Perales un projecte d'institut de segon ensenyament a Badalona. El 1936 va elaborar un projecte d'escola graduada a Calaf, així com un projecte d'institut de segon ensenyament per a Lleida, amb Josep Lluís Sert.
Raimon Duran i Reynals es va iniciar al noucentisme, però ja amb un cert component «protoracionalista», que uneix el funcionalisme amb l'ornamentació art déco. El seu estil tenia una clara arrel classicista, mentre que el seu acostament als postulats racionalistes era més estètic que formal. La seva obra més significativa en aquesta etapa és la casa Cardenal (1935, carrer de Roger de Llúria 126), un edifici en xamfrà amb tres façanes resoltes amb unes franges d'estricta horitzontalitat. Va realitzar també: la casa Francesca Espona (1932, carrer de Muntaner 368); la casa Barangé (1932-1934, carrer de Monestir 22); la casa Jaume Espona (1933-1935, carrer d'Aribau 243); i un xalet unifamiliar a la plaça de Jaume II (1933). El 1934 va elaborar amb Fàbregas un projecte de parvulari i escola graduada per a Pineda de Mar. El 1938 va construir la Casa Montepío de empleados (c/ Fabra i Puig 43).
Ramon Puig i Gairalt va ser representant com l'anterior del noucentisme protoracionalista en un primer moment. Va ser arquitecte municipal de L'Hospitalet de Llobregat (1912-1937), on va construir entre 1931 i 1933 la casa Pons, també coneguda com a Gratacel de Collblanc (carretera de Collblanc 43), un edifici d'habitatges de tretze plantes de forma allargada i estreta, en què les plantes es van retraient amb l'altura. També va fer a L'Hospitalet la casa Isern (1930, plaça Repartidor),, així com el Mercat de Collblanc (1932). A Gavà va fer el 1932 l'Escola del Mar, actualment desapareguda. A Barcelona va fer el Cinema Céntrico (1933, carrer Peu de la Creu, desaparegut) i l'edifici d'habitatges del carrer Deu i Mata 146 (1935).

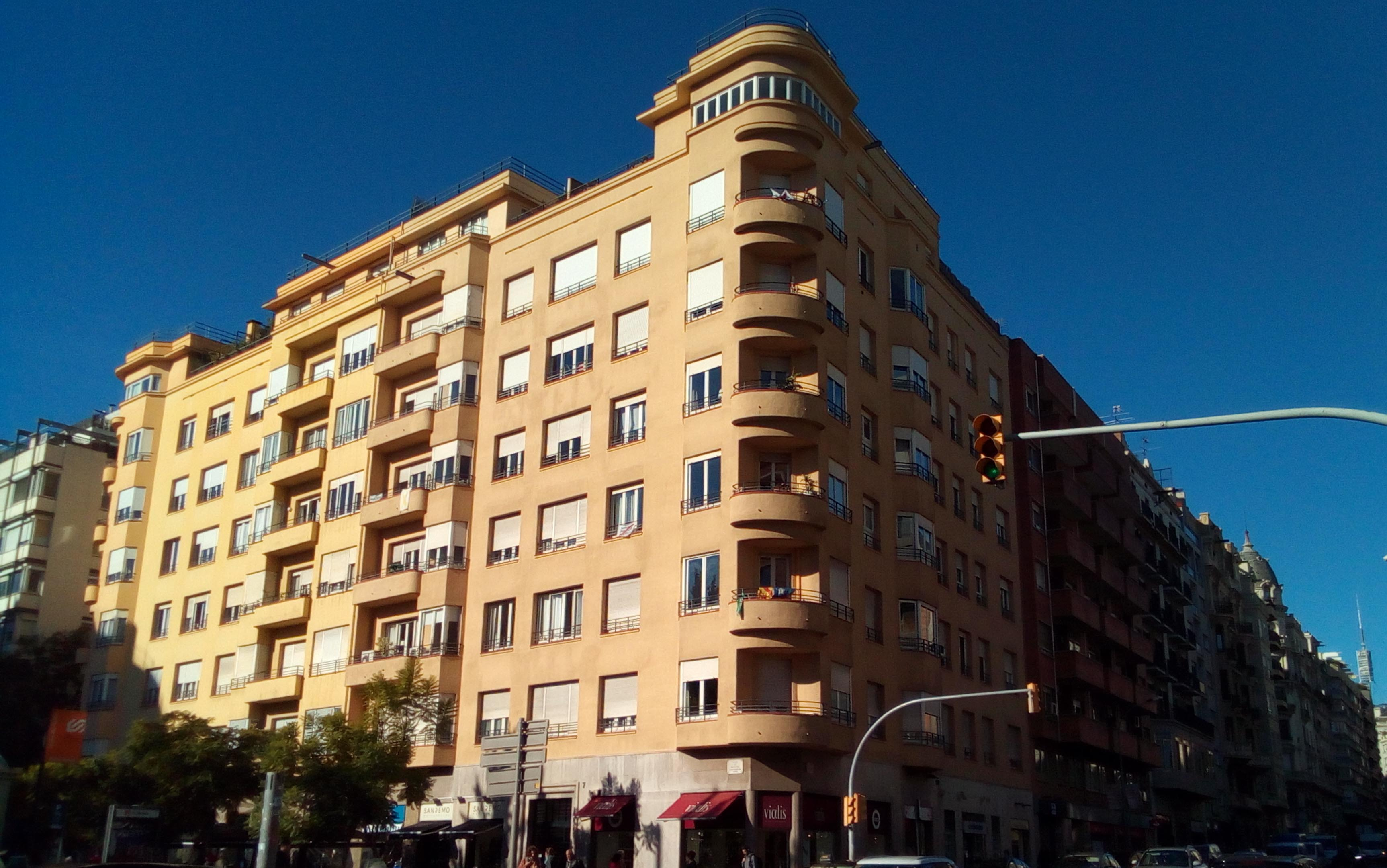
Casa Sans (1933-1936), de Jaume Mestres i Fossas

Jaume Mestres i Fossas va ser influenciat als seus inicis per l'art déco: piscina coberta del Club Natació Barcelona, 1929; pavelló dels Artistes Reunits per a l'Exposició Internacional de Barcelona, 1929; pavelló de les Indústries Catalanes per a l'Exposició Iberoamericana de Sevilla, 1929. El 1931 es va associar al GATCPAC, si bé allunyat de qualsevol dogmatisme i amb un interès centrat principalment en el rigor compositiu. De les seves obres en aquests anys destaquen: l'Editorial Seix Barral (1930, desapareguda); la Mútua Escolar Blanquerna, actual Institut Menéndez Pelayo (1930-1933, Via Augusta 140); i la casa Sans (1933-1936), a la plaça de Molina 1-7 de Barcelona. Aquesta última està constituïda per dos edificis de set plantes que formen un bloc unitari, amb una façana marcada per la utilització de tribunes, rematades i cossos volats en el pany central; la seva principal innovació va ser la utilització de l'estructura metàl·lica sense recórrer als murs de càrrega. A l'avinguda de Gaudí va construir dues cases: Ginestà (1931) i Viladot (1930-1933). Va realitzar també una botiga per a FIAT Hispania a la plaça de Catalunya (1931), actualment desapareguda. El 1934 va construir un xalet a Sitges i, el 1935, l'edifici d'habitatges La Fertilizadora a Palma.
A Tarragona va destacar l'obra de Josep Maria Monravà. Va ser autor el 1930 de la casa Malé (Rambla Vella 15), un edifici resultant de la reforma de dues cases situades en xamfrà, per al que va reordenar les fileres de finestres i va fer un nou coronament per a l'edifici, amb una màxima altura a la cantonada que va descendint escalonadament cap als laterals. També a Tarragona va edificar el 1931 l'Institut Politècnic (passatge Soler i Morey s/n), traçat en forma d'U amb una crugia intermèdia i una sèrie de quatre patis. Entre 1940 i 1945 va realitzar també a Tarragona la casa Bloc (carrer Marquès de Guad-El-Jelú 1-10), per encàrrec de l'Obra Sindical del Hogar del règim franquista, que encara conservava les traces del racionalisme, en un conjunt d'habitatges en bloc lineal en forma d'arc de circumferència, amb edificis de tres plantes i una planta baixa comuna en forma de porxada, en què les sales d'estar sobresurten amb tribunes que proporcionen un ritme vertital al conjunt, en contrast amb les línies horitzontals marcades pels balcons.

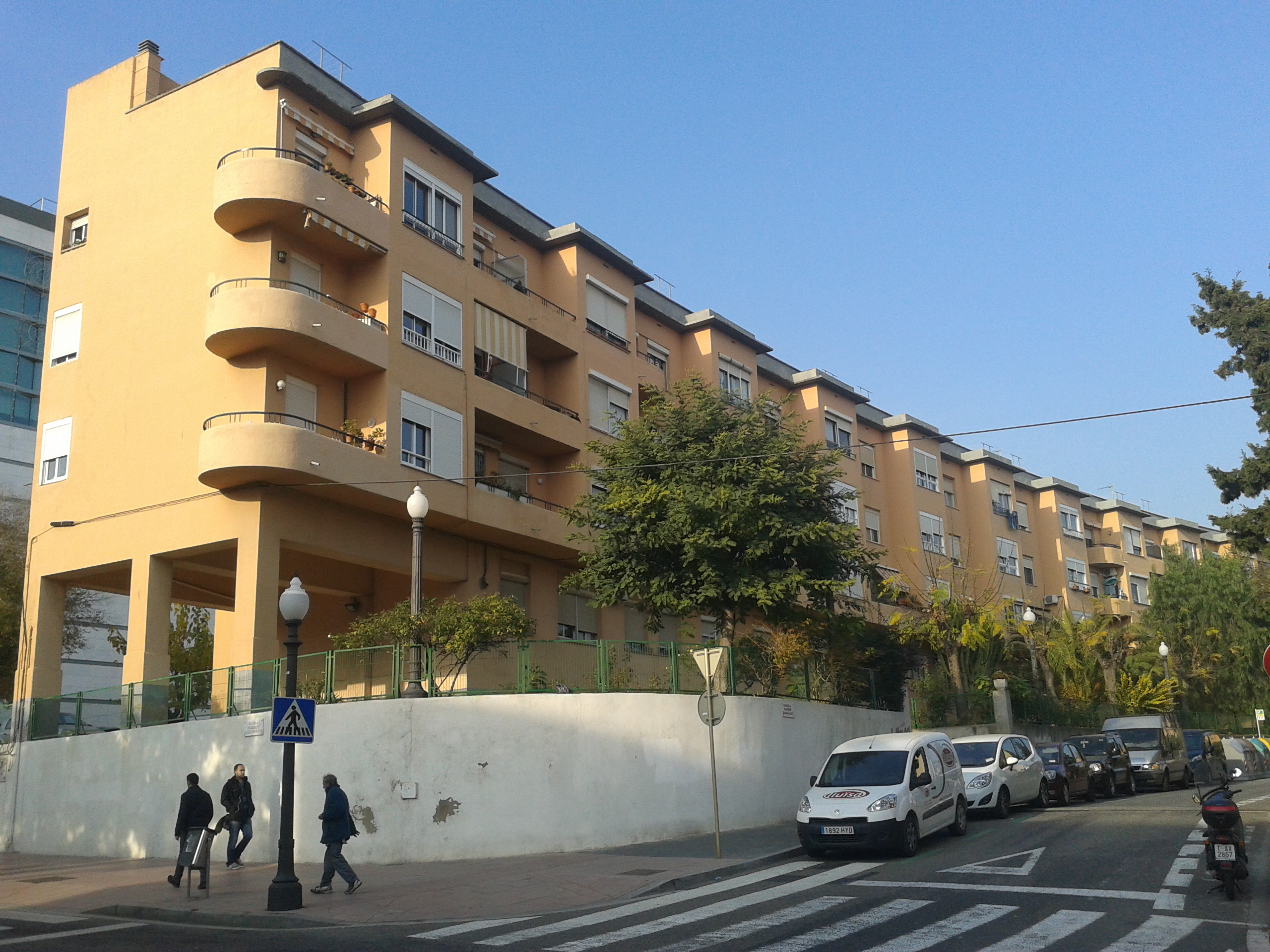
casa Bloc (1940-1945), de Josep Maria Monravà, Tarragona

Bartomeu Agustí va desenvolupar la seva obra en la província de Girona, especialment a Olot, la seva localitat natal. En aquesta ciutat va construir la casa Serra, més coneguda com a casa dels Nassos (1932), la casa Bartrina (1934), la casa Rodas (1935) i la casa Gratacós (1935). Arquitecte municipal d'Olot entre 1937 i 1938, va projectar la plaça del Mercat i la reforma de l'Escorxador Municipal, no portades a terme per la guerra. També va construir dos centres escolars a Montagut (1934, actualment CEIP Mont Cós) i Camprodon (1936-1938, actualment CEIP Dr. Robert), i va projectar uns altres a Sant Pere de les Preses, Sant Joan les Fonts, Ridaura i Abella. Després del conflicte va ser inhabilitat per a la seva professió per les noves autoritats.
Josep Maria Claret va començar a treballar com a delineant al despatx de Josep Lluís Sert. Ja com a arquitecte, el 1933 es va instal·lar a la seva ciutat natal, Girona, on va desenvolupar la seva obra. Entre les seves realitzacions destaquen: la fàbrica Embotits Soler, la casa Suñé (1933), la casa i carnisseria Turón (1934), la casa Pla (1934), la casa Martí Panella (1935) i la casa Comesa (1936). Durant la guerra va dissenyar diversos refugis antiaeris i va treballar per al Servei de Municipalització de l'Habitatge de Girona, per al qual va projectar diversos grups de cases: cases Escatllar (1937-1940, carrer Canonge Dorca 22-32), grup de deu cases (1937, carrer Emili Grahit, desaparegudes), dues cases (1937, carrer Mestre Roger 20-24, derrocades) i grup de quatre cases (1937-1938, Travessia de la Creu s/n, derrocades).

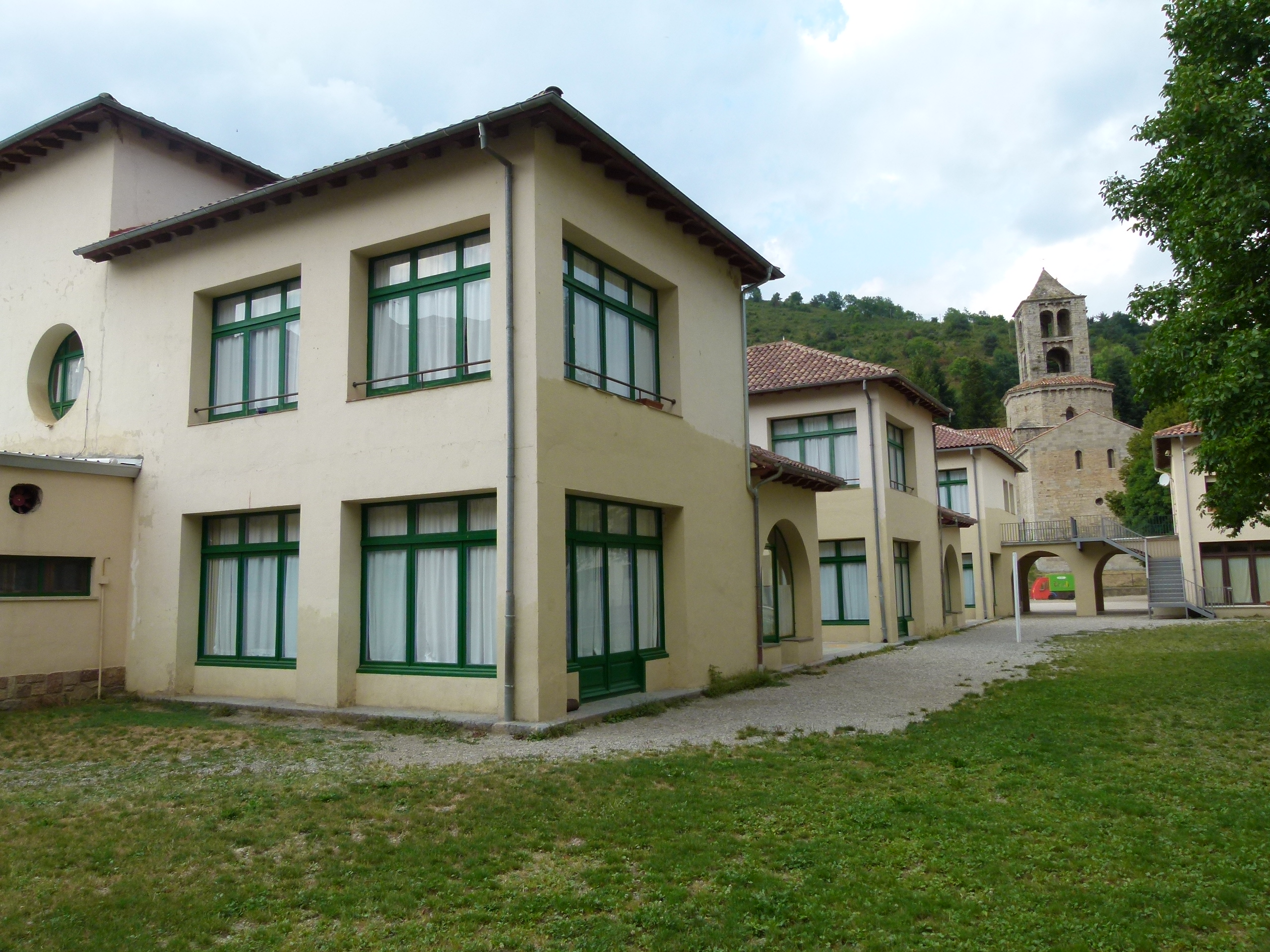
Col·legi Dr. Robert (1936-1938), de Bartomeu Agustí, Camprodon

Josep Soteras, que va destacar com a arquitecte a la postguerra —especialment com un dels autors del Camp Nou—, era en aquesta època un arquitecte recentment titulat. Va ser autor de l'edifici del carrer de Balmes 371 cantonada ronda General Mitre (1935-1941) i l'edifici de la ronda de Sant Pere 22 cantonada carrer Trafalgar (1936). El 1932 va dissenyar amb Joan Baca una parada de flors per a Les Rambles de Barcelona (actualment desapareguda).
Antoni Fisas i Planas es va iniciar en el noucentisme, abans de fer una incursió en el racionalisme. Va construir un edifici d'habitatges al carrer Rector Ubach 19 de Barcelona (1931). El 1933 va edificar el Sanatori Antituberculós de Puig d'Olena a Sant Quirze Safaja. El 1935 va realitzar amb Gabriel Amat l'Hospital de l'Esperança a Barcelona (carrer de Sant Josep de la Muntanya 12). A l'any següent va adaptar un convent en escola del CENU (c/ Larrard 13). El 1939 va construir un xalet a la carretera d'Esplugues 73 de Barcelona. Posteriorment, va tornar a un estil classicista hereu del noucentisme inicial.
Antoni de Ferrater també es va iniciar en el noucentisme i va ser secretari del GATCPAC en el cinquè deganat (1935-1936). Va ser autor de l'edifici d'habitatges del passeig de Maragall 155 (1936). També va construir una casa al carrer de l'Art 2 de Barcelona (1935).
Xavier Turull va fer algunes obres noucentistes a La Garriga i va ser autor de les cases barates d'Horta. Va ser nomenat el 1932 arquitecte de la Junta Provincial de Beneficència de Barcelona. Va ser autor d'un xalet amb hangar a Puiggraciós (1934). Va morir el 1934 a causa d'un accident pirotècnic.
Antoni Bonet i Castellana, un arquitecte que posteriorment seria de fama internacional, era estudiant durant la major part d'aquest període, ja que es va titular el 1935. Va col·laborar amb Sert en la Joieria Roca i el pavelló de la República.
De la resta de realitzacions d'altres arquitectes caldria citar: un edifici d'habitatges al carrer Navas de Tolosa 240 de Barcelona, de Joan Baca (1931); un edifici d'habitatges al carrer Navas de Tolosa 238 de Barcelona, de Juan José Olazábal (1931); el Casino Platja d'Or a Sitges, de Ramon Argilés (1932); el Saló de ball i boxa Gran Price, de Marino Canosa (1934, carrer Floridablanca cantonada carrer Casanova, desaparegut); la casa Casabó a Sitges, de Francesc Mitjans (1934-1935, passeig Marítim 64-65); un edifici d'habitatges al carrer de Viladomat 265, de Nil Tusquets (1935); i la botiga Cottet, de Jordi Audet (1935, avinguda del Portal de l'Àngel 40).

## Urbanisme

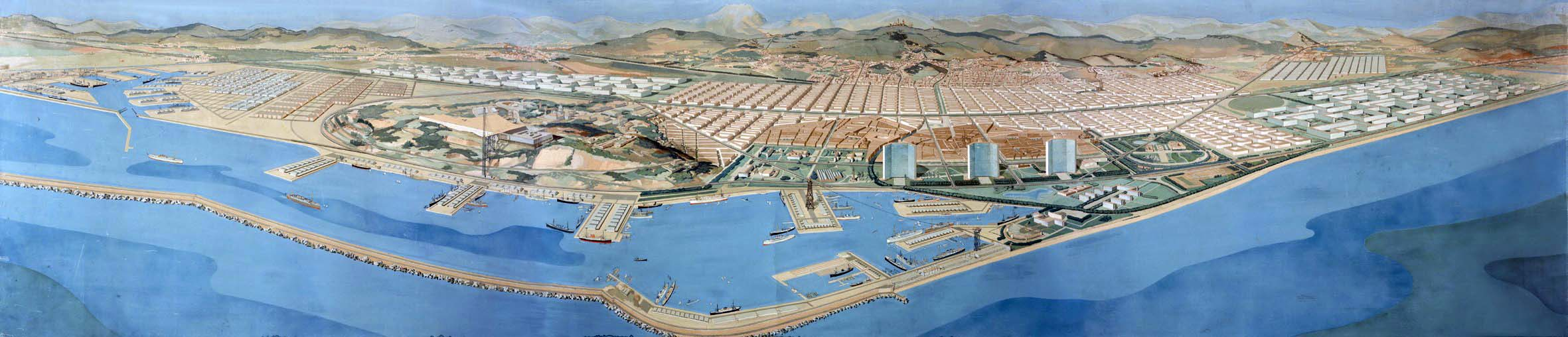
Diorama del Pla Macià, de Josep Torres i Clavé (1932)

En l'àmbit urbanístic cal esmentar el Pla Macià per a Barcelona (1932-1935), elaborat pels membres del GATCPAC al costat de Le Corbusier i Pierre Jeanneret. El projecte preveia una distribució funcional de la ciutat amb un nou ordre geomètric, a través de grans eixos vertebradors com la Gran Via, la Meridiana i el Paral·lel, i amb una nova façana marítima definida per gratacels cartesians, a més de la millora d'equipaments i serveis, el foment de l'habitatge públic i la creació d'un gran parc i centre d'oci al costat del delta del Llobregat, l'anomenada Ciutat de Repòs i Vacances. L'inici de la Guerra Civil va truncar el projecte.

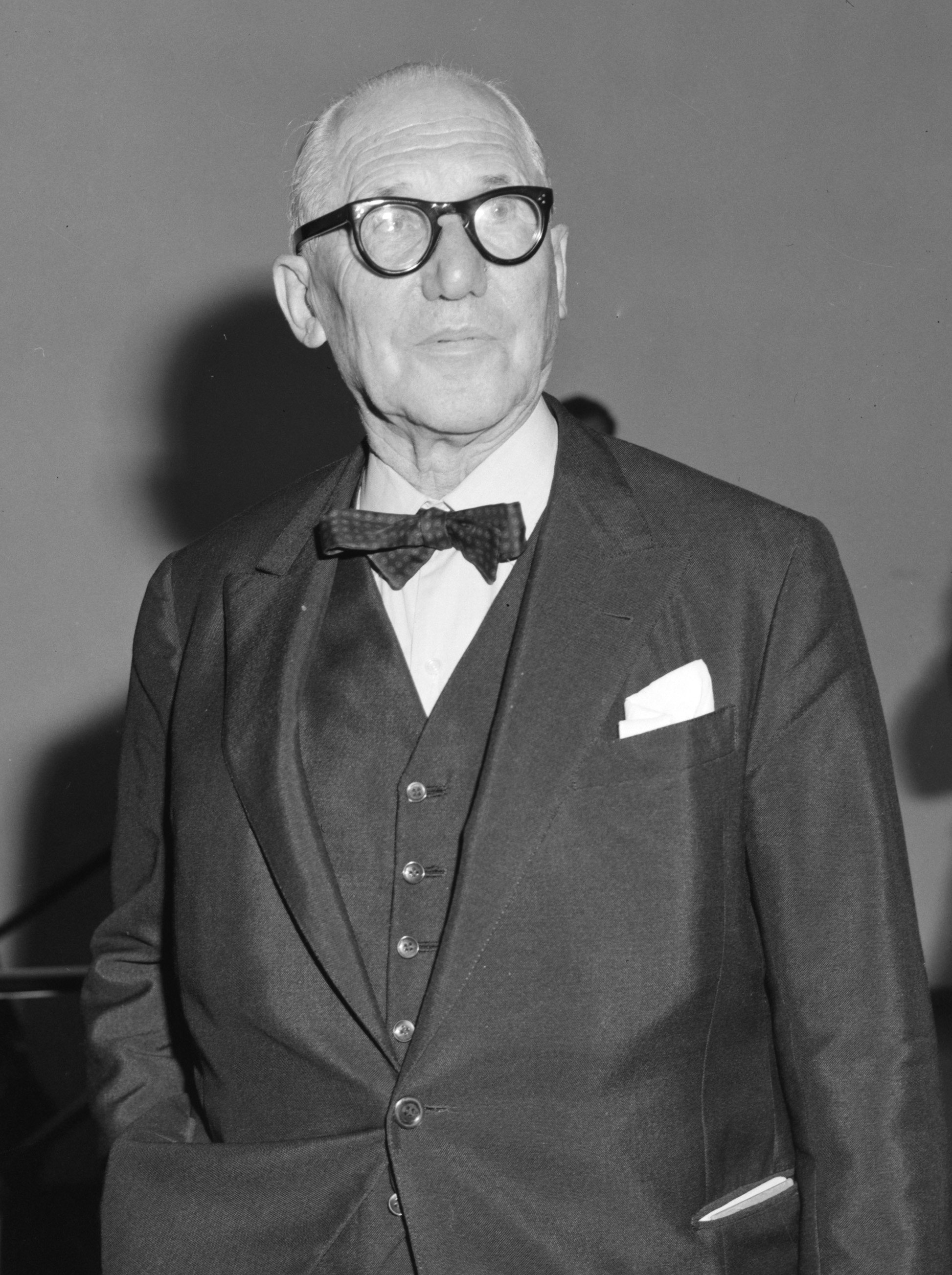
Le Corbusier, artífex amb el GATCPAC del Pla Macià

El Pla presentava a Barcelona com una capital política i administrativa, de caràcter obrer i funcional, que s'estructuraria en diverses àrees: una zona residencial, una altra financera i industrial, una altra cívica i de serveis, i una altra lúdica, que comprenia els parcs i jardins i les platges; també s'estudiaven detingudament els enllaços i les comunicacions i transports. L'eix vertebrador seria la Gran Via de les Corts Catalanes, una franja de 600 metres d'ample que aniria des del Llobregat fins al Besòs. També es potenciaven l'avinguda Meridiana i la del Paral·lel, que convergirien en el port, on se situaria una city o centre de negocis, desplaçant les instal·lacions portuàries a la Zona Franca. Per a la zona residencial proposaven la creació de mòduls de 400 x 400 m —equivalents a nou illes de l'Eixample— amb grans conjunts d'habitatges i equipaments socials. L'àrea d'esplai estava ideada a través d'espais verds situats en aquests mòduls residencials i en una gran franja de terreny a la zona litoral, entre la Barceloneta i el Poblenou, així com la creació d'un vast complex destinat a l'oci anomenat Ciutat de Repòs i Vacances, que se situaria a les platges de Viladecans, Gavà i Castelldefels.
Encara que el Pla Macià no es va portar a la pràctica, el seu disseny innovador i avantguardista el va convertir en una de les fites de l'urbanisme barceloní, juntament amb els plans Cerdà i Jaussely. Alguns dels seus aspectes van inspirar l'urbanisme de la ciutat en el període democràtic, especialment quant a la recuperació del front marítim com a espai destinat a l'oci, com es va posar de manifest amb la ubicació del centre comercial Maremàgnum al moll d'Espanya o la creació de la Vila Olímpica i els diversos parcs que se succeeixen des d'aquesta fins a la zona de Diagonal Mar.
També per iniciativa del GATCPAC va sorgir el Pla de Sanejament del casc antic (1935-1937), el qual preveia enderrocaments d'illes considerades insalubres, un esponjament de l'espai urbà i la creació d'equipaments de caràcter higiènic, tot això recolzat en una decidida intervenció pública, fet que va afavorir el decret el 1937, en el transcurs de la Guerra Civil, de la municipalització de la propietat urbana.
Un altre projecte no realitzat del grup va ser la urbanització de l'avinguda Diagonal (1931), per a la qual van presentar un projecte que preveia la construcció de grans blocs de pisos situats paral·lelament a l'avinguda, aïllats els uns dels altres amb espais enjardinats entremig. Els pisos baixos estaven destinats a botigues, magatzems i aparcaments. Els pisos estaven projectats per a rebre la màxima quantitat de llum i ventilació, conforme a les normes higienistes preconitzades pel CIRPAC. També preveien aprofitar part de l'espai entre edificis per a piscines, pistes de tennis, zones de joc i altres espais lúdics.

## Interiorisme

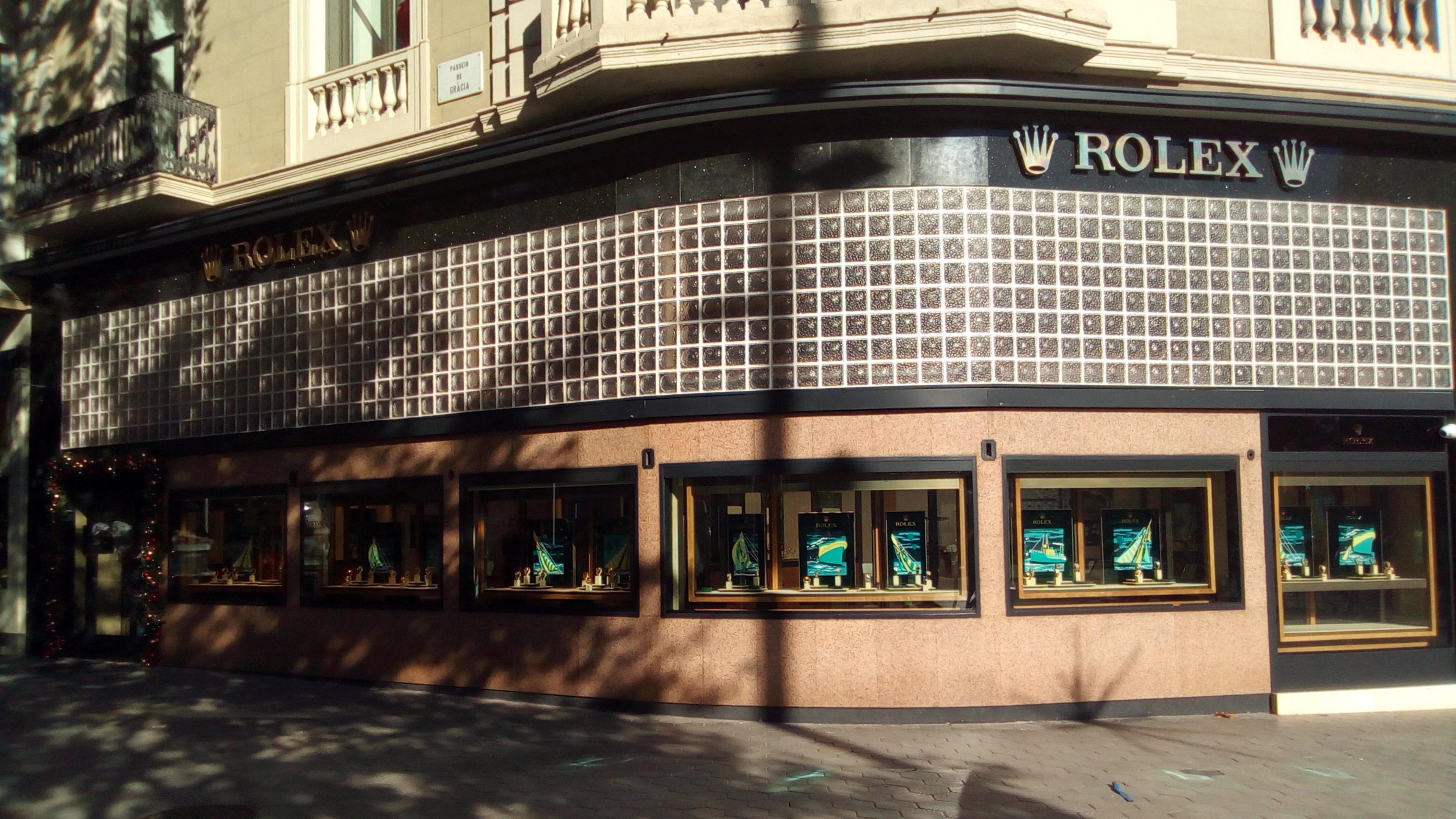
Joieria Roca (1934), de Josep Lluís Sert i Antoni Bonet i Castellana

Els membres del grup van mostrar també un especial interès per la decoració i l'interiorisme, com es demostra per la seva aposta pel local comercial que tenien al passeig de Gràcia, el MIDVA (Mobles i Decoració de la Vivenda Actual), en el qual venien mobles, electrodomèstics i objectes decoratius i per a la llar. El GATCPAC va ser pioner en la introducció del disseny modern a Espanya, i la seva activitat grupal va fomentar la interrelació entre arquitectes, empresaris i professionals de la construcció per a l'elaboració d'obres de disseny. Els membres del GATCPAC van rebre la influència de la Deutsche Werkbund i la seva aposta per la funcionalitat i la producció industrial en sèrie, així com de la Bauhaus i la seva cultura del disseny encaminada a fixar els cànons estètics de l'objecte industrial modern, així com la seva aposta per la utilització en mobiliari de materials com el vidre i l'acer.
A Barcelona, l'àmbit de la decoració estava dominat en aquesta època pel FAD (Foment de les Arts Decoratives), una institució fundada el 1903 que aglutinava artistes i artesans dedicats a la decoració. Des dels anys 1920, aquesta associació era defensora de l'art déco i refractària al nou disseny propiciat per la Bauhaus. Des de la seva formació, els membres del GATCPAC van ser conscients de les possibilitats dels objectes de disseny per a fomentar la nova cultura de la modernitat, màximament quan les realitzacions arquitectòniques són lentes d'execució, mentre que els objectes de disseny són més fàcils de fabricar i d'exhibir. Per això, tant el local del MIDVA com la revista A.C. es van convertir en els principals òrgans de difusió del nou disseny promogut pel col·lectiu racionalista. De fet, a la façana de la botiga del passeig de Gràcia hi havia un rètol que anunciava en grans lletres «Construcció i amoblament de la casa contemporània».

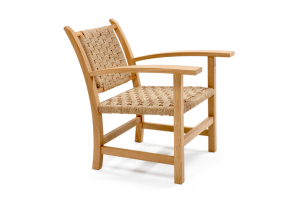
Butaca de vímet dissenyada per Josep Torres i Clavé

El 1931, amb la inauguració del local del MIDVA, s'anunciava ja la venda de «mobiliari estàndard tipus GATCPAC», com la «butaca de fusta», formada per una estructura de braços i potes de fusta amb un bastidor metàl·lic en forma de L per a seient i respatller, i dos coixins articulats de pell o teixit. Un altre exponent era la «taula de fusta contraxapada i tubs d'acer», així com armaris de casiers de fusta sobre peus metàl·lics, de mesures variables, o un bufet amb panells escorredors de fusta i vidre amb diferents combinacions cromàtiques. En general, estaven dissenyats com a mobles polivalents per a entorns domèstics o de treball, amb un disseny funcional i preus assequibles.
Les premisses bàsiques del disseny del GATCPAC eren la funcionalitat, la simplificació formal, l'absència d'ornamentació, l'estandardització i l'ús de nous materials. A més del disseny modern es van inspirar en l'artesania popular mediterrània, com es denota en la butaca de cedre i boga dissenyada per Torres Clavé el 1934, que va ser la triada per al pati del pavelló de la República per a l'Exposició Internacional de París de 1937.
Al local del GATCPAC s'exposaven tres classes de productes: els del mateix grup, sota la denominació genèrica de «Mobles Model GATCPAC», disponibles en catàleg i produïts a petició del client; mobles ja existents en el mercat i adaptats pels socis del grup, com les cadires dissenyades originalment per Marcel Breuer; i peces de fabricants nacionals i estrangers de les quals el GATCPAC era representant en exclusiva, com les peces de Michael Thonet, Alvar Aalto o Dámaso Azcue.
Un dels interiors decorats per membres del grup més reeixits va ser el de la Joieria Roca, obra de Josep Lluís Sert amb l'assistència d'Antoni Bonet i Castellana. Van dissenyar un interior espaiós i diàfan, amb una llum tamisada que realçava l'exposició de joies a la venda, amb utilització de materials com el metall, la fusta pintada i el vidre fumat, i uns jocs cromàtics basats en el gris i el negre per al mobiliari, el blau, rosa i siena per a sòls i parets i una gamma de colors brillants per als tapissos sobre els quals s'exhibien les joies.
Cap al 1934 l'estil del grup va anar evolucionant cap a una decoració que valorava més la tradició —especialment la mediterrània—, la qual cosa es va traduir en una nova valoració de l'artesania i en un major ús de la fusta com a principal material en la confecció de mobles. Exponents d'això van ser els interiors dissenyats per Sert i Torres Clavé per a les casetes de cap de setmana a Garraf o la casa de Rodríguez Arias a Eivissa, on va introduir la butaca que més tard s'utilitzaria al pavelló de la República. Una bona mostra del disseny d'interiors del grup va ser l'estand del MIDVA per al I Saló d'Artistes Decoradors celebrat a Barcelona el 1936, en el qual es van exposar alguns mobles inspirats en la cultura popular, com a cadires de fusta i cordill o catifes d'espart.

## Arquitectura racionalista aliena al GATCPAC

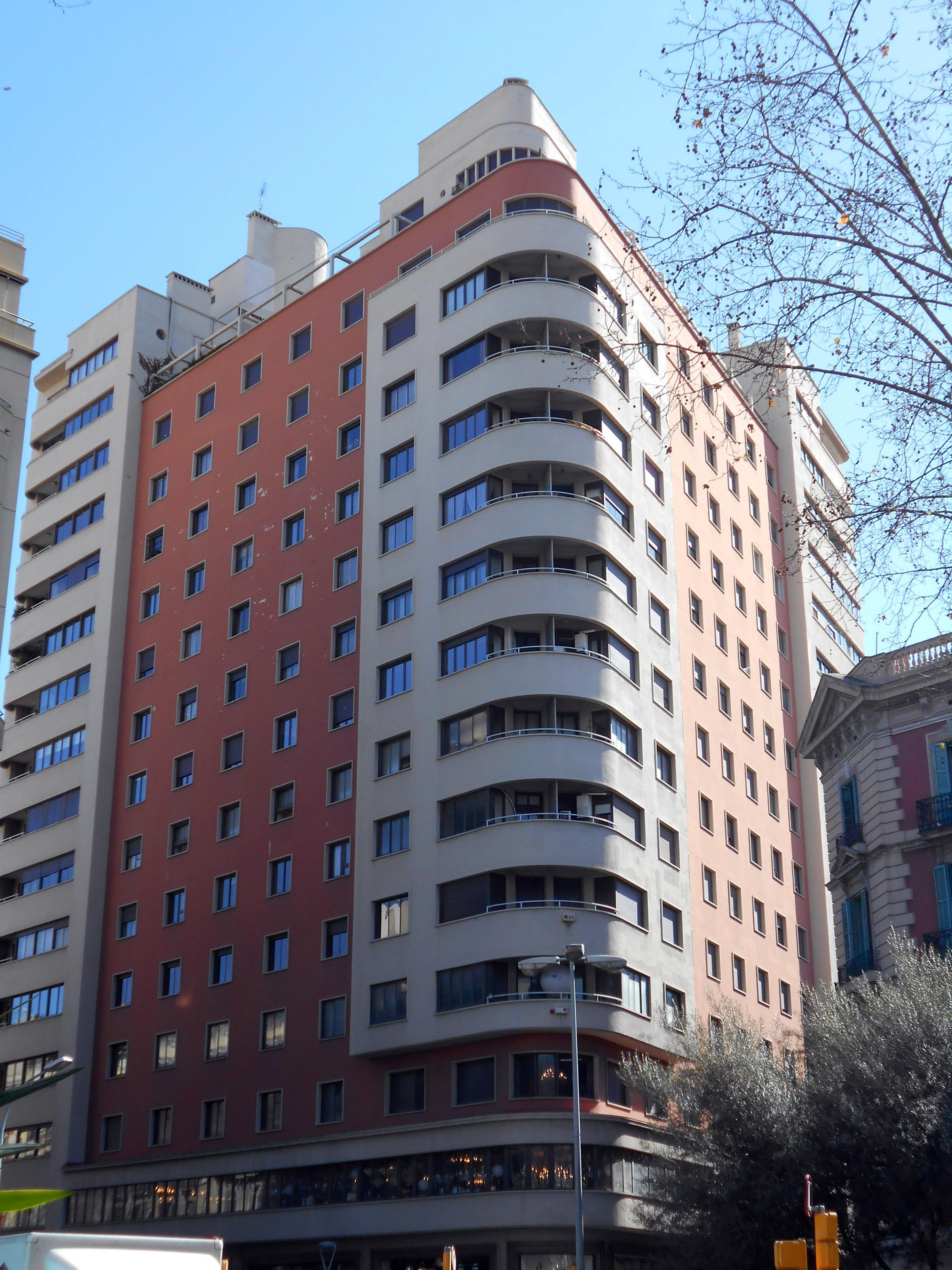
Gratacel Urquinaona (1936-1944), de Luis Gutiérrez Soto

A més dels projectes del GATCPAC, diversos arquitectes aliens al grup van practicar en aquests anys l'arquitectura racionalista, generalment arquitectes de la generació anterior —la noucentista— que van provar en un grau o un altre les premisses d'aquesta nova arquitectura que triomfava internacionalment.
Josep Goday va ser representant d'un noucentisme d'estil «neobrunelleschià», inspirat en l'arquitectura renaixentista florentina i, especialment, en Brunelleschi. Com a arquitecte municipal de Barcelona es va encarregar de la construcció de diversos grups escolars patrocinats per l'Ajuntament de Barcelona entre 1917 i 1923 (Baixeras, Lluís Vives, Pere Vila, Ramon Llull, Milà i Fontanals i Lluïsa Cura), de factura historicista; no obstant això, l'últim d'ells, el grup escolar Collaso i Gil (1932-1935, carrer de Sant Pau 109) ho va dissenyar en un estil pròxim al racionalisme influït per l'arquitectura escandinava del moment, amb tres cossos disposats en forma d'U al voltant d'un pati i sis plantes, l'última d'elles reculada respecte a la façana, tot això en maó d'obra vista.
Joaquim Lloret i Homs, arquitecte titulat el 1915, va ser autor de la clínica Barraquer (1934-1940, carrer de Muntaner 314), un edifici d'elevat nivell tecnològic amb façanes de traçat horitzontal, pròxim al funcionalisme germànic i amb certes reminiscències de l'art-déco en la decoració interior.
Josep Maria Sagnier i Vidal, era fill de l'arquitecte modernista Enric Sagnier i Villavecchia. Va ser arquitecte diocesà del bisbat de Barcelona. Pròxim al noucentisme, entre 1935 i 1942 va construir la casa Vilà de la Riva (carrer de Balmes 392-396) en un estil racionalista.
Pere Benavent de Barberà va crear una obra d'estil personal amb certa tendència classicista i gust pel que és popular. Encara que es va mostrar bastant crític amb el racionalisme, algunes de les seves obres s'acosten a aquest estil, com l'edifici d'habitatges del carrer de Balmes 220 (1931-1932), l'edifici de l'avinguda de Gaudí 56 (1933),, l'edifici d'habitatges del carrer de Castillejos 334 (1936) o la casa Jacint Esteva al passeig de Gràcia 104 (1935-1940).
Antoni Sardà va treballar a l'oficina tècnica de l'Exposició Internacional de Barcelona de 1929, on va dissenyar el Palau de la Química, i va ser assessor tècnic de la Cambra de la Propietat Urbana de Barcelona fins al 1929, quan es va traslladar a Reus, on va ser nomenat arquitecte municipal. A la capital del Baix Camp va construir la casa Hipòlit Montseny (1934-1935, carrer de Colom 1), un edifici en xamfrà amb la cantonada en forma de proa, característica de nombroses obres racionalistes. També va ser autor de l'edifici del Mercat Central (1934-1949, carrer de Josep Sardà i Cailà s/n), amb un gran espai central i dues crugies laterals més baixes, amb un joc de volums de disposició simètrica i forma escalonada.

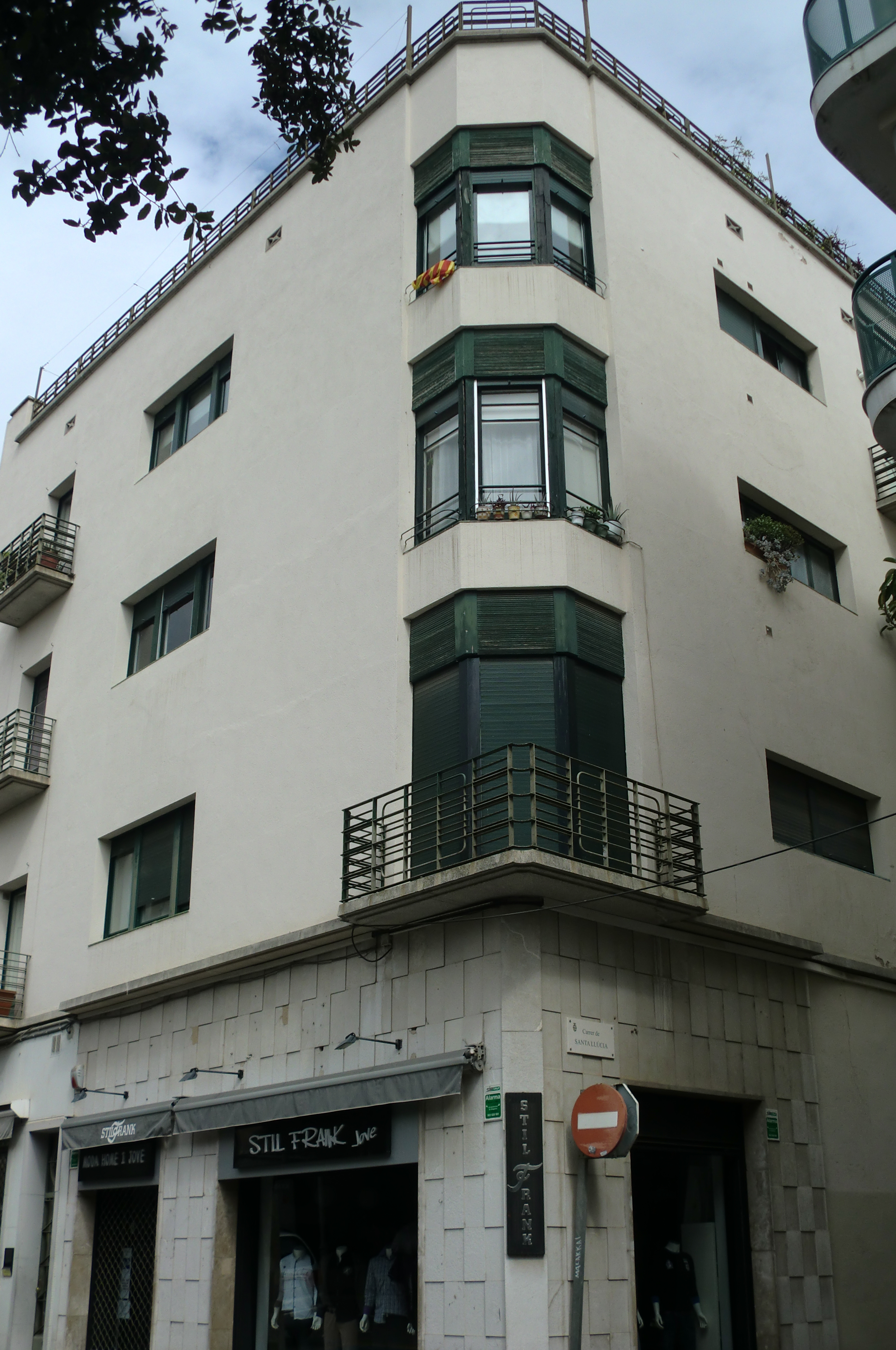
Casa Guillamet (1935), d'Emili Blanch, Figueres

Narcís Escrigas va ser autor a Barcelona de la fàbrica Germans Batlló (1935, carrer de Bellesguard 32), formada per una nau de producció amb coberta de dos vessants i un volum escalonat d'oficines en la part més baixa, a manera de proa de vaixell, un recurs habitual del llenguatge racionalista.
Joan Aubert va passar pel modernisme i el noucentisme fins a desembocar en el racionalisme. Va treballar un temps en el despatx d'Eusebi Bona, i va ser arquitecte municipal d'Olot des de 1927 fins a 1972. Va ser autor a Olot de la casa Aubert o El Cafetín (1936, carrer de Sant Cristòfol 3), un edifici en xamfrà de quatre plantes en el qual destaquen els balcons dels tres pisos superiors situats a la cantonada, seguint l'esquema de casa-vaixell típic del racionalisme. En la mateixa localitat va construir la fàbrica Artur Simón (1940, carrer de Josep Ayats 10), un edifici en forma d'U amb planta baixa i un pis, amb entrada en la part del xamfrà, de forma cilíndrica i amb un vitrall de doble altura.
Emili Blanch es va titular el 1925, després de treballar com a delineant per a Manuel Raspall. Va rebre la influència de Le Corbusier, la qual cosa li va encaminar cap al racionalisme. Va ser arquitecte provincial de la Diputació de Girona i, el 1936, arquitecte de la Generalitat igualment a Girona. Entre les seves principals obres destaquen: la casa Jonquera (1931), la casa Blanch (1932) i la casa Teixidor (1934) a Girona; i la casa Reig (1934) i la casa Guillamet (1935) a Figueres. També va construir els grups escolars de Vilafant (1930, derrocat el 1985), Fortià (1934, actualment CEIP Teresa de Pallejà), Sant Jordi Desvalls (1932-1934, actualment CEIP Sant Jordi), Flaçà (1934, actualment CEIP Les Moreres), Regencós (1934) i Ginestà (1935), a més d'altres projectats i no executats a Sant Jaume de Llierca (1933), Les Olives (1934), Vila-sacra (1935) i Parlavà (1935); també va edificar l'Escola d'Arts i Oficis de Palafrugell (1931-1934, actualment Museu del Suro) i l'Escola Graduada Francesc Macià a Sarrià de Ter (1936).

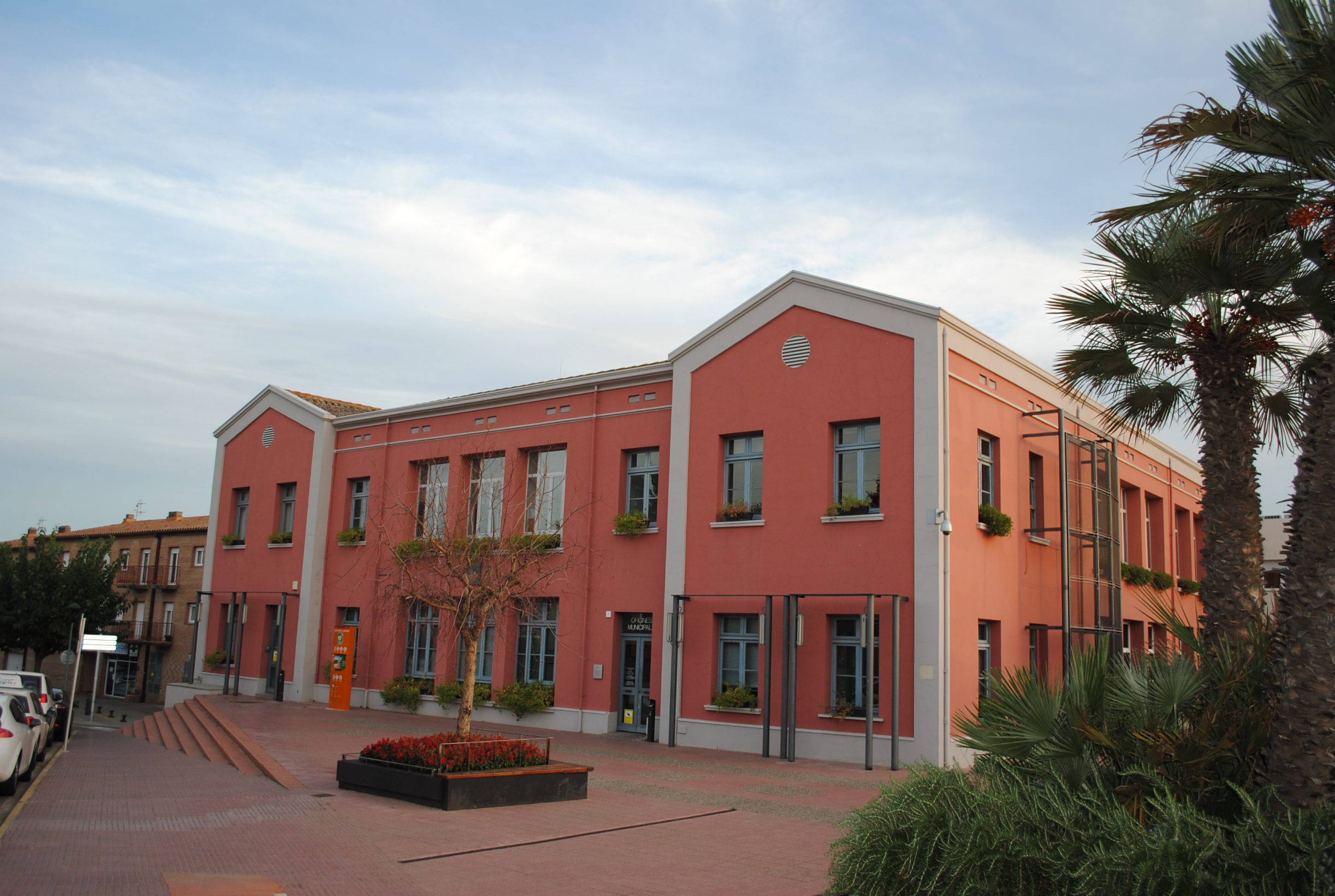
Col·legi de Calonge (1937-1939), actualment Ajuntament, de Joan Roca i Pinet

A Girona va destacar també Ricard Giralt. El 1915 va ser nomenat arquitecte municipal de Figueres i, el 1922, de Girona. Als anys 1930 es va acostar al racionalisme, tant pel seu interès arquitectònic com per la seva militància republicana i esquerrana. Entre 1931 i 1933 es va construir sota les seves directrius l'Escola Ignasi Iglésias a Girona (actualment CEIP Montjuïc). També va construir les Escoles de la Mercè (1933, actualment CEIP Verd) i Palau-sacosta (1936-1937, actualment CEE Palau) a Girona, així com altres escoles a Figueres (1933) i Sant Hilari Sacalm (1934-1937, actualment CEIP Guilleries). El 1936 va reconvertir diversos col·legis religiosos en municipals: els Maristes com a Grup Durruti (de nou Maristes després de la guerra), La Salle com a Grup Karl Marx (actualment Col·legi La Salle) i les Dominiques com a Escola Graduada Joaquim Maurín (derrocat el 2000). Aquest any va projectar dos grups d'habitatge obrer a Girona, dels quals només es van construir quatre cases. A l'any següent va ser nomenat delegat del Sindicat d'Arquitectes de Catalunya a Girona, des del qual va promoure la col·lectivització de la construcció i la municipalització de l'habitatge. Aquest any va elaborar un projecte per a un grup escolar anomenat Prat de la Riba a Girona, que no es va arribar a executar. D'altra banda, quant a urbanisme, va projectar a Girona la urbanització de la muntanya de Montjuïc (1936) i del barri del Mercadal (1939).
Joan Roca i Pinet va ser entre 1913 i 1918 arquitecte municipal d'Olot i, posteriorment, arquitecte d'Hisenda en la província de Girona. Va passar pel modernisme i el noucentisme fins a desembocar en el racionalisme, estil en el qual va construir la casa Puig (1934) i la casa Carbó (1935-1936), a Girona. El 1933 va projectar també la reforma del camp de futbol de Vista Alegre. El 1937 va substituir Giralt com a delegat a Girona del Sindicat d'Arquitectes, càrrec des del qual va planificar diversos grups d'habitatge obrer. També va construir grups escolars a Ventalló (1934), Cassà de la Selva (1935-1939, actualment CEIP Puig d'Arques) i Calonge (1937-1939, actualment Ajuntament de Calonge).
En últim lloc, convé recordar l'obra a Barcelona de l'arquitecte madrileny Luis Gutiérrez Soto, autor de l'edifici Fàbregas o Gratacel Urquinaona (1936-1944, carrer de Jonqueres 18 cantonada plaça d'Urquinaona), el primer gratacel de la ciutat. Construït sota la direcció de Carlos Martínez Sánchez, és un edifici mixt d'oficines i habitatges, de quinze plantes, amb una configuració en proa a la cantonada de la plaça d'Urquinaona. Carlos Martínez va ser autor també d'un altre edifici racionalista a la Via Augusta núm. 12 de Barcelona (1932), un edifici en xamfrà que resol amb una façana de forma irregular, amb tres habitatges situats al voltant d'un eix format per l'escala interior i els ascensors.

## Influència posterior

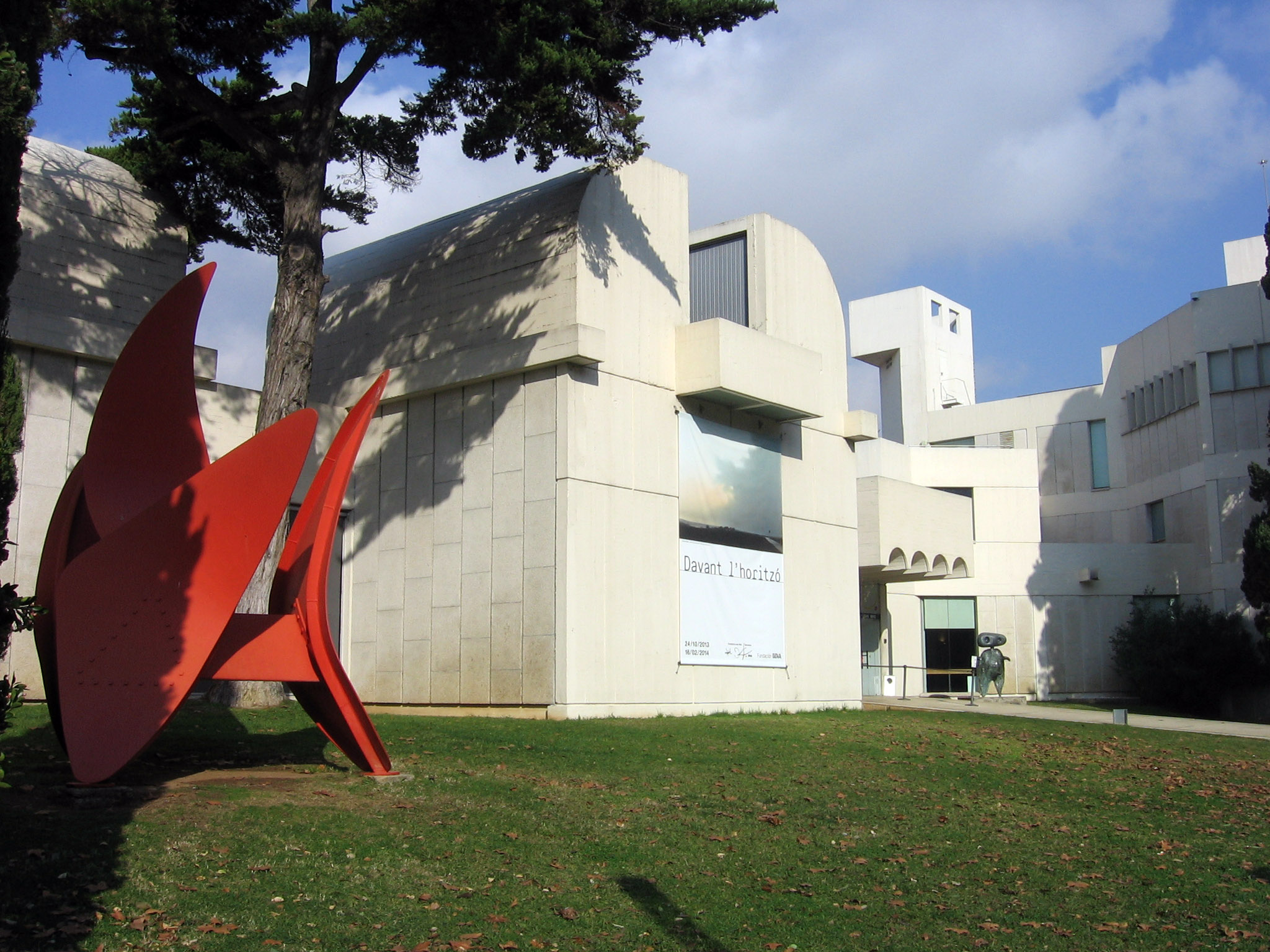
Fundació Joan Miró (1972-1975), de Josep Lluís Sert

Després de la Guerra Civil va desaparèixer la modernitat racionalista a Catalunya. L'inici de la dictadura franquista va provocar una ruptura en la integració avantguardista de l'arquitectura catalana, ja que el nou règim va apostar per un estil més academicista. En els primers anys de postguerra va ressorgir l'estil noucentista, amb un marcat component acadèmic, en un estil neoclàssic influït per l'eclecticisme americà i el neorenaixentisme mediterrani, amb tendència al monumentalisme i la grandiloqüència afavorits pel nou règim.
No obstant això, en els anys 1950 va ressorgir l'interès per l'arquitectura d'avantguarda i alguns dels nous moviments sorgits en aquests anys van evidenciar l'influx del racionalisme. L'anomenat Grup R (1951-1961), format per un conjunt d'arquitectes com Josep Antoni Coderch, Antoni de Moragas, Josep Maria Sostres, Oriol Bohigas i Josep Martorell, va connectar l'experiència del racionalisme i el GATCPAC amb els nous corrents internacionals, com el Neoliberty, el contextualisme i l'organicisme, amb influència d'arquitectes com Alvar Aalto, Oscar Niemeyer, Bruno Zevi i Gio Ponti. Es consideraven a si mateixos posfuncionalistes, partint del funcionalisme racionalista però superat sobre la base de criteris humanistes. L'arquitectura del Grup R es va anar desmarcant cada vegada més de l'estil propi del règim, adquirint un matís reivindicatiu, en què l'aposta per la modernitat es considerava una oposició al règim.

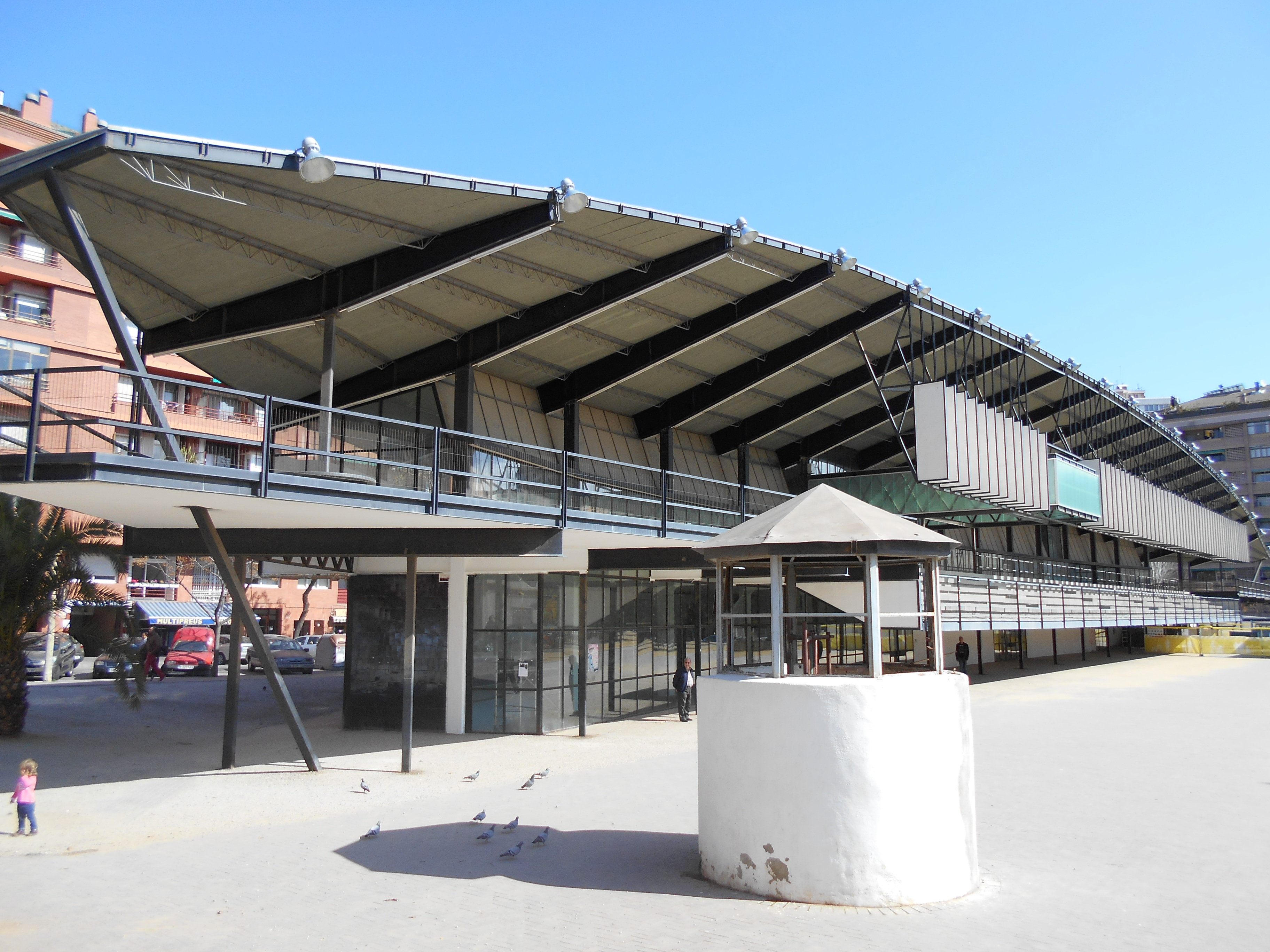
Canòdrom de la Meridiana (1962-1963), d'Antoni Bonet i Castellana

Els principals exponents aquests anys d'un racionalisme d'arrels miesianes i bauhausianes van ser Francesc Mitjans i Francisco Juan Barba Corsini. El primer va ser autor de l'edifici La Colmena (1950-1952), el conjunt Vallmajor d'habitatges i Clínica Soler Roig (1950-1954), l'edifici d'oficines CYT (1953-1959), l'edifici Tokyo (1954-1957), l'Hotel Barcelona (1955-1962), l'edifici Seida (1955-1967, amb Josep Soteras) i l'edifici d'oficines Harry Walker (1959). Barba Corsini va construir l'edifici Mitre (1959-1964) i els apartaments de les golfes de la Casa Milà (1955), a l'estil dels study houses de Los Angeles.
Entre els anys 1960 i 1970 va sorgir la denominada Escola de Barcelona, segons la denominació proposada per Oriol Bohigas en el seu article Una possible Escola de Barcelona, publicat en la revista Arquitectura el 1968. Hereva del Grup R, la nova escola es va inspirar en el neorealisme italià que triomfava en aquells dies internacionalment, combinant un llenguatge constructiu racionalista amb la funcionalitat i el disseny. Entre els seus membres es trobaven alguns del Grup R, com Bohigas i Martorell, així com Federico Correa, Alfons Milà, Ricard Bofill, Albert Viaplana, Helio Piñón, Esteve Bonell o el grup Studio PER, format per Lluís Clotet, Òscar Tusquets, Cristian Cirici i Josep Bonet.
En aquest període van retornar alguns dels arquitectes del GATCPAC que havien marxat a l'exili, com Josep Lluís Sert, autor del conjunt residencial Les Escales Park (1967-1973) i de la Fundació Joan Miró (1972-1975), un singular edifici construït amb formigó i plaques prefabricades i format per la torre d'accés amb sala d'actes, bar i biblioteca, des d'on es configura un conjunt de patis que articulen les diverses sales d'exposició, disposades en circuit tancat. O Antoni Bonet i Castellana, autor del Canòdrom de la Meridiana (1962-1963, amb Josep Puig i Torné), un edifici lleuger format per dues plantes paraboloides sobre pilars d'acer, amb graderies en volada cobertes d'un brise-soleil de formigó tancat en els extrems per una estructura d'alumini envidrada.
Finalment, entre els anys 1970, 1980 i 1990, ja en període democràtic, encara es percep la influència del racionalisme en alguns autors i moviments, com l'anomenat «racionalisme eclèctic», un grup hereu directe de l'arquitectura racionalista, que defensen la relació entre construcció i arquitectura, amb especial èmfasi en la composició; destaquen el compromís entre tradició i modernitat, així com el caràcter urbà de l'arquitectura. Els seus principals representants van ser: Rafael Moneo, Josep Llinàs, Josep Lluís Mateo i els tàndems Jaume Bach-Gabriel Mora i Esteve Bonell-Francesc Rius.